# Seznam výstupů do vesmíru z Mezinárodní vesmírné stanice

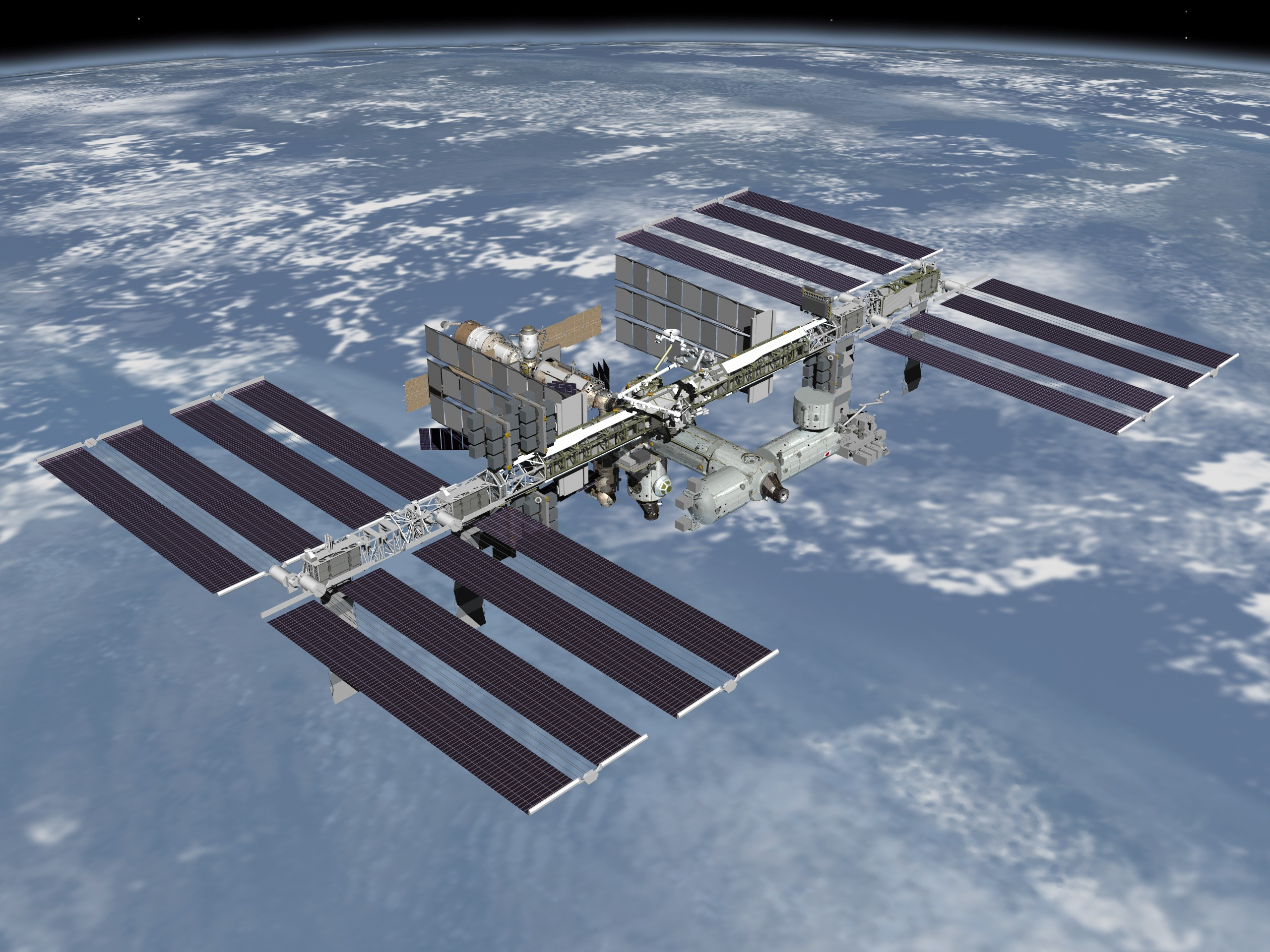
Počítačový model ISS po dokončení

Toto je seznam výstupů do otevřeného vesmíru z Mezinárodní vesmírné stanice, společného projektu pěti vesmírných agentur: americké NASA, ruské Federální kosmické agentury, japonské agentury JAXA, Kanadské kosmické agentury (CSA/ASC) a evropské ESA a dvou přidružených agentur: Brazilské kosmické agentury (AEB) a Italské kosmické agentury.

## Stav
K 12. září 2021 bylo uskutečněno celkem 244 výstupů z Mezinárodní vesmírné stanice o celkové době 1539 hodin a 21 minut. Z toho se 37 výstupů uskutečnilo z raketoplánu připojeného ke stanici, zbylých 207 z některého z jejích modulů. V amerických skafandrech se odehrálo 186 výstupů, v ruských 58. Nejvíce výstupů v jednom roce – 23 – kosmonauti a astronauti podnikli v roce 2007, z toho 20 z americké strany. Naopak pouhý jediný výstup přinesl rok 1999 při spojení ISS s americkým raketoplánem Discovery (mise STS-96). První americký výstup se uskutečnil v roce 1998, první ruský v roce 2001; z následujících let se pouze v roce 2003 neuskutečnil žádný výstup z ruské strany.

## 1998–2000
|     | Mise         | Kosmonauti                                 | Začátek (UTC)           | Konec (UTC)             | Trvání            | Poznámky                                                |
| --- | ------------ | ------------------------------------------ | ----------------------- | ----------------------- | ----------------- | ------------------------------------------------------- |
| 1.  | STS-88 EVA 1 | Jerry L. Ross James H. Newman              | 7. prosince 1998 22:10  | 8. prosince 1998 05:31  | 7 hodin, 21 minut | Připojení kabelů modulu Unity.                          |
| 2.  | STS-88 EVA 2 | Jerry L. Ross James H. Newman              | 9. prosince 1998 20:33  | 10. prosince 1998 03:35 | 7 hodin, 2 minuty | Instalace antén modulu Unity.                           |
| 3.  | STS-88 EVA 3 | Jerry L. Ross James H. Newman              | 12. prosince 1998 20:33 | 13. prosince 1998 03:32 | 6 hodin, 59 minut | Instalace vybavení pro výstupy do vesmíru modulu Unity. |
|     |              |                                            |                         |                         |                   |                                                         |
| 4.  | STS-96       | Tamara E. Jerniganová Daniel T. Barry      | 30. května 1999 02:56   | 30. května 1999 10:51   | 7 hodin, 55 minut | Instalace jeřábu.                                       |
|     |              |                                            |                         |                         |                   |                                                         |
| 5.  | STS-101      | James S. Voss Jeffrey N. Williams          | 22. května 2000 01:48   | 22. května 2000 08:32   | 6 hodin, 44 minut | Oprava jeřábu.                                          |
|     |              |                                            |                         |                         |                   |                                                         |
| 6.  | STS-106      | Edward T. Lu Jurij Malenčenko              | 11. září 2000 04:47     | 11. září 2000 11:01     | 6 hodin, 14 minut | Instalace magnetometru a plošiny.                       |
|     |              |                                            |                         |                         |                   |                                                         |
| 7.  | STS-92 EVA 1 | Leroy Chiao William S. McArthur            | 15. října 2000 14:27    | 15. října 2000 20:55    | 6 hodin, 28 minut | Připojení kabelů a instalace antén.                     |
| 8.  | STS-92 EVA 2 | Michael E. López-Alegría Peter J.K. Wisoff | 16. října 2000 14:15    | 16. října 2000 21:22    | 7 hodin, 7 minut  | Instalace přípojného místa PMA-3.                       |
| 9.  | STS-92 EVA 3 | Leroy Chiao William S. McArthur            | 17. října 2000 14:30    | 17. října 2000 21:18    | 6 hodin, 48 minut | Instalace nosníku Z1 na modul Unity.                    |
| 10. | STS-92 EVA 4 | Michael E. López-Alegría Peter J.K. Wisoff | 18. října 2000 15:00    | 18. října 2000 21:56    | 6 hodin, 56 minut | Dokončení instalace Z1.                                 |
|     |              |                                            |                         |                         |                   |                                                         |
| 11. | STS-97 EVA 1 | Joseph R. Tanner Carlos I. Noriega         | 3. prosince 2000 18:35  | 4. prosince 2000 02:08  | 7 hodin, 33 minut | Instalace solárních panelů P6 na nosník Z1.             |
| 12. | STS-97 EVA 2 | Joseph R. Tanner Carlos I. Noriega         | 5. prosince 2000 17:21  | 5. prosince 2000 23:58  | 6 hodin, 37 minut | Instalace a aktivace solárních panelů P6.               |
| 13. | STS-97 EVA 3 | Joseph R. Tanner Carlos I. Noriega         | 7. prosince 2000 16:13  | 7. prosince 2000 21:23  | 5 hodin, 10 minut | Instalace elektrických snímačů.                         |

## 2001
|     | Mise             | Kosmonauti                           | Začátek (UTC)            | Konec (UTC)              | Trvání             | Poznámky                                                                             |
| --- | ---------------- | ------------------------------------ | ------------------------ | ------------------------ | ------------------ | ------------------------------------------------------------------------------------ |
| 14. | STS-98 EVA 1     | Thomas Jones Robert L. Curbeam       | 10. února 2001 15:50     | 10. února 2001 23:24     | 7 hodin, 34 minut  | Instalace a připojení modulu Destiny k modulu Unity.                                 |
| 15. | STS-98 EVA 2     | Thomas Jones Robert L. Curbeam       | 12. února 2001 15:59     | 12. února 2001 22:49     | 6 hodin, 50 minut  | Instalace přípojného místa na modul Destiny.                                         |
| 16. | STS-98 EVA 3     | Thomas Jones Robert L. Curbeam       | 14. února 2001 14:48     | 14. února 2001 20:13     | 5 hodin, 25 minut  | Instalace antény, uvolnění radiátoru.                                                |
|     |                  |                                      |                          |                          |                    |                                                                                      |
| 17. | STS-102 EVA 1    | James S. Voss Susan J. Helmsová      | 11. března 2001 05:12    | 11. března 2001 14:08    | 8 hodin, 56 minut  | Příprava přípojného místa pro MPLM Leonardo.                                         |
| 18. | STS-102 EVA 2    | Andrew S. W. Thomas Paul W. Richards | 13. března 2001 05:23    | 13. března 2001 11:44    | 6 hodin, 21 minut  | Instalace dusíkové chladicí pumpy.                                                   |
|     |                  |                                      |                          |                          |                    |                                                                                      |
| 19. | STS-100 EVA 1    | Chris Hadfield Scott E. Parazynski   | 22. dubna 2001 11:45     | 22. dubna 2001 18:55     | 7 hodin, 10 minut  | Instalace antény UHF a Canadarm2.                                                    |
| 20. | STS-100 EVA 2    | Chris Hadfield Scott E. Parazynski   | 24. dubna 2001 12:34     | 24. dubna 2001 20:14     | 7 hodin, 40 minut  | Kontrola Canadarm2.                                                                  |
|     |                  |                                      |                          |                          |                    |                                                                                      |
| 21. | Expedice 2       | Jurij Usačov James Voss              | 8. června 2001 14:21     | 8. června 2001 14:40     | 0 hodin, 19 minut  | Přesun přípojného místa.                                                             |
|     |                  |                                      |                          |                          |                    |                                                                                      |
| 22. | STS-104 EVA 1    | Michael L. Gernhardt James F. Reilly | 15. července 2001 03:10  | 15. července 2001 09:09  | 5 hodin, 59 minut  | Instalace modulu Quest na modul Unity.                                               |
| 23. | STS-104 EVA 2    | Michael L. Gernhardt James F. Reilly | 18. července 2001 03:04  | 18. července 2001 09:33  | 6 hodin, 29 minut  | Instalace prvních dvou zásobníků na modul Quest.                                     |
| 24. | STS-104 EVA 3    | Michael L. Gernhardt James F. Reilly | 21. července 2001 04:35  | 21. července 2001 08:37  | 4 hodin, 2 minuty  | Instalace posledních dvou zásobníků na modul Quest.                                  |
|     |                  |                                      |                          |                          |                    |                                                                                      |
| 25. | STS-105 EVA 1    | Daniel T. Barry Patrick G. Forrester | 16. srpna 2001 13:58     | 16. srpna 2001 20:14     | 6 hodin, 16 minut  | Instalace dusíkové servisní jednotky.                                                |
| 26. | STS-105 EVA 2    | Daniel T. Barry Patrick G. Forrester | 18. srpna 2001 13:42     | 18. srpna 2001 19:11     | 5 hodin, 29 minut  | Instalace zábradlí na modul Destiny.                                                 |
|     |                  |                                      |                          |                          |                    |                                                                                      |
| 27. | Expedice 3 EVA 1 | Vladimir Děžurov Michail Ťurin       | 8. října 2001 14:24      | 8. října 2001 19:22      | 4 hodin, 58 minut  | Instalace kabelů mezi moduly Pirs a Zvezda.                                          |
| 28. | Expedice 3 EVA 2 | Vladimir Děžurov Michail Ťurin       | 15. října 2001 09:17     | 15. října 2001 15:08     | 5 hodin, 51 minut  | Instalace ruských komerčních experimentů (MPAC-SEEDS) na vnější plošinu modulu Pirs. |
| 29. | Expedice 3 EVA 3 | Vladimir Děžurov Frank Culbertson    | 12. listopadu 2001 21:41 | 13. listopadu 2001 02:46 | 5 hodin, 5 minut   | Instalace kabelů automatického naváděcího systému Kurs mezi moduly Pirs a Zvezda.    |
| 30. | Expedice 3 EVA 4 | Vladimir Děžurov Michail Ťurin       | 3. prosince 2001 13:20   | 3. prosince 2001 16:06   | 2 hodiny, 46 minut | Oprava přípojného místa lodě Progress.                                               |
|     |                  |                                      |                          |                          |                    |                                                                                      |
| 31. | STS-108          | Linda M. Godwinová Daniel M. Tani    | 10. prosince 2001 17:52  | 10. prosince 2001 22:04  | 4 hodin, 12 minut  | Instalace tepelných chráničů.                                                        |

## 2002
|     | Mise             | Kosmonauti                             | Začátek (UTC)            | Konec (UTC)              | Trvání             | Poznámky                                           |
| --- | ---------------- | -------------------------------------- | ------------------------ | ------------------------ | ------------------ | -------------------------------------------------- |
| 32. | Expedice 4 EVA 1 | Jurij Onufrijenko Carl E. Walz         | 14. ledna 2002 20:59     | 14. ledna 2002 03:02     | 6 hodin, 3 minuty  | Instalace antény na modul Zvezda.                  |
| 33. | Expedice 4 EVA 2 | Jurij Onufrijenko Daniel W. Bursch     | 25. ledna 2002 15:19     | 25. ledna 2002 21:18     | 5 hodin, 59 minut  | Instalace druhé radioantény na modul Zvezda.       |
| 34. | Expedice 4 EVA 3 | Carl E. Walz Daniel W. Bursch          | 20. února 2002 11:38     | 20. února 2002 17:25     | 5 hodin, 47 minut  | Instalace kabelů, utažení příchytek zásobníků.     |
|     |                  |                                        |                          |                          |                    |                                                    |
| 35. | STS-110 EVA 1    | Steven L. Smith Rex J. Walheim         | 11. dubna 2002 14:36     | 11. dubna 2002 22:24     | 7 hodin, 48 minut  | Instalace nosníku S0 na modul Destiny              |
| 36. | STS-110 EVA 2    | Jerry L. Ross Lee Morin                | 13. dubna 2002 14:09     | 13. dubna 2002 21:39     | 7 hodin, 30 minut  | Pokračování v instalaci nosníku S0                 |
| 37. | STS-110 EVA 3    | Steven L. Smith Rex J. Walheim         | 14. dubna 2002 13:48     | 14. dubna 2002 20:15     | 6 hodin, 27 minut  | Rekonfigurace Canadarm2 pro nosník S0              |
| 38. | STS-110 EVA 4    | Jerry L. Ross Lee M.E. Morin           | 16. dubna 2002 14:29     | 16. dubna 2002 21:06     | 6 hodin, 37 minut  | Instalace jednotek pro budoucí výstupy             |
|     |                  |                                        |                          |                          |                    |                                                    |
| 39. | STS-111 EVA 1    | Franklin R. Chang-Diaz Philippe Perrin | 9. června 2002 15:27     | 9. června 2002 22:41     | 7 hodin, 14 minut  | Připojení solárních panelů P6                      |
| 40. | STS-111 EVA 2    | Franklin R. Chang-Diaz Philippe Perrin | 11. června 2002 15:27    | 11. června 2002 22:41    | 5 hodin, 00 minut  | Připojení Mobile Base System na Mobile Transporter |
| 41. | STS-111 EVA 3    | Franklin R. Chang-Diaz Philippe Perrin | 13. června 2002 15:16    | 13. června 2002 22:33    | 7 hodin, 17 minut  | Nahrazení kloubu Canadarm2                         |
|     |                  |                                        |                          |                          |                    |                                                    |
| 42. | Expedice 5 EVA 1 | Valerij Korzun Peggy Whitsonová        | 16. srpna 2002 09:25     | 16. srpna 2002 1348      | 4 hodiny, 23 minut | Instalace nosníku Strela na Pirs                   |
| 43. | Expedice 5 EVA 2 | Valerij Korzun Sergej Treščov          | 26. srpna 2002 05:27     | 26. srpna 2002 10:48     | 5 hodin, 21 minut  | Instalace podpory výstupů na modul Zarja.          |
|     |                  |                                        |                          |                          |                    |                                                    |
| 44. | STS-112 EVA 1    | David A. Wolf Piers J. Sellers         | 10. října 2002 15:21     | 10. října 2002 22:22     | 7 hodin, 1 minuta  | Instalace propojení mezi nosníky S0 a S1           |
| 45. | STS-112 EVA 2    | David A. Wolf Piers J. Sellers         | 12. října 2002 14:31     | 12. října 2002 20:35     | 6 hodin, 4 minuty  | Instalace podpory budoucích výstupů.               |
| 46. | STS-112 EVA 3    | David A. Wolf Piers J. Sellers         | 14. října 2002 14:08     | 14. října 2002 20:44     | 6 hodin, 36 minut  | Dokončení instalace S1.                            |
|     |                  |                                        |                          |                          |                    |                                                    |
| 47. | STS-113 EVA 1    | Michael López-Alegría John Herrington  | 26. listopadu 2002 19:49 | 27. listopadu 2002 02:34 | 6 hodin, 45 minut  | Instalace nosníku P1.                              |
| 48. | STS-113 EVA 2    | Michael López-Alegría John Herrington  | 28. listopadu 2002 18:36 | 29. listopadu 2002 00:46 | 6 hodin, 10 minut  | Instalace TV kamer, přesun CETA.                   |
| 49. | STS-113 EVA 3    | Michael López-Alegría John Herrington  | 30. listopadu 2002 19:25 | 1. prosince 2002 02:25   | 7 hodin, 00 minut  | Inspekce Mobile Transporteru                       |

## 2003
|     | Mise             | Kosmonauti                     | Začátek (UTC)        | Konec (UTC)          | Trvání            | Poznámky                                  |
| --- | ---------------- | ------------------------------ | -------------------- | -------------------- | ----------------- | ----------------------------------------- |
| 50. | Expedice 6 EVA 1 | Kenneth Bowersox Donald Pettit | 15. ledna 2003 12:50 | 15. ledna 2003 19:41 | 6 hodin, 51 minut | Uvolnění radiátorového systému nosníku P1 |
| 51. | Expedice 6 EVA 2 | Kenneth Bowersox Donald Pettit | 8. dubna 2003 12:40  | 8. dubna 2003 19:06  | 6 hodin, 26 minut | Přesun kabelů mezi nosníky S0, S1 a P1    |

## 2004–2006
|     | Mise              | Kosmonauti                                       | Začátek (UTC)            | Konec (UTC)              | Trvání             | Poznámky |
| --- | ----------------- | ------------------------------------------------ | ------------------------ | ------------------------ | ------------------ | --- |
| 52. | Expedice 8        | Michael Foale Alexandr Kaleri                    | 26. února 2004 21:17     | 27. února 2004 01:12     | 3 hodiny, 55 minut | Instalace a deinstalace experimentů. |
|     |                   |                                                  |                          |                          |                    | |
| 53. | Expedice 9 EVA 1  | Gennadij Padalka Michael Fincke                  | 24. června 2004 21:56    | 24. června 2004 22:10    | 0 hodin, 14 minut  | Výstup přerušen kvůli ztrátě tlaku v kyslíkové nádrži Finckeho. |
| 54. | Expedice 9 EVA 2  | Gennadij Padalka Michael Fincke                  | 30. června 2004 21:19    | 1. července 2004 02:59   | 5 hodin, 40 minut  | Kontrola gyroskopů ISS. |
| 55. | Expedice 9 EVA 3  | Gennadij Padalka Michael Fincke                  | 3. srpna 2004 06:58      | 3. srpna 2004 11:28      | 4 hodiny, 30 minut | Instalace dvou antén, výměna tří laserových reflektorů. |
| 56. | Expedice 9 EVA 4  | Gennadij Padalka Michael Fincke                  | 3. září 2004 16:43       | 3. září 2004 22:04       | 5 hodin, 20 minut  | Instalace ATV antén pro komunikaci při připojování. |
|     |                   |                                                  |                          |                          |                    | |
| 57. | Expedice 10 EVA 1 | Leroy Chiao Saližan Šaripov                      | 26. ledna 2005 07:43     | 26. ledna 2005 13:11     | 5 hodin, 28 minut  | Externí vybavení modulu Zvezda. |
| 58. | Expedice 10 EVA 2 | Leroy Chiao Saližan Šaripov                      | 28. března 2005 06:25    | 28. března 2005 10:55    | 4 hodiny, 30 minut | Příprava ISS pro připojení evropské lodě ATV, vypuštění malého ruského satelitu TNS 0 (nebo TEKh-42).                                                                              |
|     |                   |                                                  |                          |                          |                    | |
| 59. | STS-114 EVA 1     | Sóiči Noguči Stephen K. Robinson                 | 30. července 2005 09:48  | 30. července 2005 17:36  | 6 hodin, 50 minut  | Oprava CMG 2. |
| 60. | STS-114 EVA 2     | Sóiči Noguči Stephen K. Robinson                 | 1. srpna 2005 08:44      | 1. srpna 2005 16:14      | 6 hodin, 30 minut  | Výměna CMG 1. |
| 61. | STS-114 EVA 3     | Sóiči Noguči Stephen K. Robinson                 | 3. srpna 2005 08:48      | 3. srpna 2005 15:49      | 6 hodin, 1 minuta  | Odstranění poškozeného filtru na Discovery. Vypuštění satelitu PCSAT2. |
|     |                   |                                                  |                          |                          |                    | |
| 62. | Expedice 11 EVA   | Sergej Krikaljov John Phillips                   | 18. srpna 2005 19:02     | 19. srpna 2005 00:00     | 4 hodiny, 58 minut | Odebrání ruských materiálových experimentů; odstranění panelu MPAC z modulu Zvezda; ukončení experimentu Matrjoška, instalace TV kamer.                                            |
|     |                   |                                                  |                          |                          |                    | |
| 63. | Expedice 12 EVA 1 | William S. McArthur Valerij Tokarev              | 7. listopadu 2005 15:32  | 7. listopadu 2005 20:54  | 5 hodin, 22 minut  | Instalace a nastavení kamery nosníku P1, odstranění poškozeného motoru, odhození Floating Potential Probe, výměna dálkového ovladače na Mobile Transporter.                        |
| 64. | Expedice 12 EVA 2 | William S. McArthur Valerij Tokarev              | 3. února 2006 9:55       | 3. února 2006 16:27      | 5 hodin, 43 minut  | Vypuštění SuitSat-1, sběr výsledků experimentu Biorisk, fotografování senzoru mikrometeorického experimentu a uvolnění spojovacího kabelu mobilního transportéru.                  |
|     |                   |                                                  |                          |                          |                    | |
| 65. | Expedice 13 EVA 1 | Pavel Vinogradov Jeffrey Williams                | 1. června 2006 23:48     | 2. června 2006 06:19     | 6 hodin, 31 minut  | Oprava jednotky Elektron produkující kyslík pro stanici, výměna kamery na venkovní plošině a sběr výsledků experimentů.                                                            |
|     |                   |                                                  |                          |                          |                    | |
| 66. | STS-121 EVA 1     | Piers Sellers Michael E. Fossum                  | 8. července 2006 13:17   | 8. července 2006 20:48   | 7 hodin, 31 minut  | Příprava kabelového systému mobilní základny MBS, testování schopností ramena raketoplánu pro kontrolu a případnou opravu tepelného štítu raketoplánu.                             |
| 67. | STS-121 EVA 2     | Piers Sellers Michael E. Fossum                  | 10. července 2006 7:14   | 10. července 2006 14:01  | 6 hodin, 47 minut  | Oprava kabelového systému mobilní základny MBS, uložení bloku čerpadla kapalného amoniaku na venkovní plošinu.                                                                     |
| 68. | STS-121 EVA 3     | Piers Sellers Michael E. Fossum                  | 12. července 2006 7:11   | 12. července 2006 13:31  | 6 hodin, 20 minut  | Zkoušky metod oprav panelů náběžné hrany. |
|     |                   |                                                  |                          |                          |                    | |
| 69. | Expedice 13 EVA 2 | Jeffrey Williams Thomas Reiter                   | 3. srpna 2006 14:04      | 3. srpna 2006 19:58      | 5 hodin, 54 minut  | Instalace Thermal Rotary Joint Motor Controller a výměna STR MDM. |
|     |                   |                                                  |                          |                          |                    | |
| 70. | STS-115 EVA 1     | Joseph R. Tanner Heidemarie Stefanyshyn-Piperová | 12. září 2006 10:17      | 12. září 2006 15:43      | 5 hodin, 26 minut  | Instalace nosníků P3/4 na ISS. |
| 71. | STS-115 EVA 2     | Daniel Burbank Steven MacLean                    | 13. září 2006 9:05       | 13. září 2006 16:16      | 7 hodin, 11 minut  | Instalace nosníků P3/4 na ISS. |
| 72. | STS-115 EVA 3     | Joseph R. Tanner Heidemarie Stefanyshyn-Piperová | 15. září 2006 10:00      | 15. září 2006 16:42      | 6 hodin, 42 minut  | Instalace radiátorů na nosník P3/4. |
|     |                   |                                                  |                          |                          |                    | |
| 73. | Expedice 14 EVA 1 | Michail Ťurin Michael López-Alegría              | 22. listopadu 2006 23:17 | 23. listopadu 2006 04:55 | 5 hodin, 38 minut  | Instalace experimentu BTN neutron, relokace antény WAL, kontrola antény Kurs, golfový odpal.                                                                                       |
|     |                   |                                                  |                          |                          |                    | |
| 74. | STS-116 EVA 1     | Robert Curbeam Christer Fuglesang                | 12. prosince 2006 20:31  | 13. prosince 2006 03:07  | 6 hodin, 36 minut  | Instalace segmentu P5 a výměna kamer na nosníku S1. |
| 75. | STS-116 EVA 2     | Robert Curbeam Christer Fuglesang                | 14. prosince 2006 19:41  | 15. prosince 2006 00:41  | 5 hodin, 0 minut   | Překabelování elektrického systému ISS, okruhy 2/3. |
| 76. | STS-116 EVA 3     | Robert Curbeam Sunita Williamsová                | 16. prosince 2006 19:25  | 17. prosince 2006 02:57  | 7 hodin, 31 minut  | Překabelování elektrického systému ISS, okruhy 1/4. Pomoc při sbalení solárních panelů. Sunita Williamsová se stala devátou ženou, která uskutečnila výstup do otevřeného vesmíru. |
| 77. | STS-116 EVA 4     | Robert Curbeam Christer Fuglesang                | 18. prosince 2006 19:00  | 19. prosince 2006 01:38  | 6 hodin, 38 minut  | Pomoc při sbalení solárních panelů. |

## 2007
|      | Mise              | Kosmonauti                               | Začátek (UTC)             | Konec (UTC)               | Trvání            | Poznámky |
| ---- | ----------------- | ---------------------------------------- | ------------------------- | ------------------------- | ----------------- | --- |
| 78.  | Expedice 14 EVA 2 | Michael López-Alegría Sunita Williamsová | 31. ledna 2007 15:14      | 31. ledna 2007 23:09      | 7 hodin 55 minut  | Překonfigurování jednoho ze dvou chladicích okruhů; připojení kabelů jednotky Station-to-Shuttle Power Transfer System (SSPTS); instalace šesti kabelů a dvou navijáků a připevnění radiátorů na nosník P6; odstranění kapaliny v jednom ze dvou Early Ammonia Serviceru.                                         |
| 79.  | Expedice 14 EVA 3 | Michael López-Alegría Sunita Williamsová | 4. února 2007 13:38       | 4. února 2007 20:49       | 7 hodin, 11 minut | Překonfigurování druhého ze dvou chladicích okruhů; stažení radiátoru nosníku P6; odpojení Early Ammonia Servicer; pokračování prací na SSPTS. |
| 80.  | Expedice 14 EVA 4 | Michael López-Alegría Sunita Williamsová | 8. února 2007 13:26       | 8. února 2007 20:06       | 6 hodin, 40 minut | Odstranění tepelného krytu z Rotary Joint Motor Controllers; odstranění tepelného krytu z P3 Bays 18 a 20; nainstalování UCCAS; odstranění zabezpečovacích úchytek z nosníku P5; připojení kabelů Station-to-Shuttle Power Transfer System (SSPTS) na PMA-2.                                                      |
| 81.  | Expedice 14 EVA 5 | Michail Ťurin Michael López-Alegría      | 22. února 2007 10:27      | 22. února 2007 16:45      | 6 hodin, 18 minut | Stažení antény lodě Progress; fotografování ruské antény; výměna ruských experimentů; fotografování a kontrola antény Automated Transfer Vehicle (ATV); fotografování německého experimentu; fotografování a kontrola jeřábu Strela.                                                                              |
|      |                   |                                          |                           |                           |                   | |
| 82.  | Expedice 15 EVA 1 | Fjodor Jurčichin Oleg Kotov              | 30. května 2007 19:05     | 31. května 2007 00:30     | 5 hodin, 25 minut | Instalace panelu Service Module Debris Protection (SMDP); přesměrování antény GPS. |
| 83.  | Expedice 15 EVA 2 | Fjodor Jurčichin Oleg Kotov              | 6. června 2007 14:23      | 6. června 2007 20:00      | 5 hodin, 37 minut | Instalace ethernetového kabelu do modulu Zarja; instalace panelu Service Module Debris Protection (SMDP) na modul Zvezda; instalování ruského vědeckého experimentu. |
|      |                   |                                          |                           |                           |                   | |
| 84.  | STS-117 EVA 1     | James F. Reilly John D. Olivas           | 11. června 2007 20:02     | 12. června 2007 02:17     | 6 hodin, 15 minut | Instalace nosníků S3/S4. |
| 85.  | STS-117 EVA 2     | Patrick G. Forrester Steven Swanson      | 13. června 2007 18:28     | 14. června 2007 01:44     | 7 hodin, 16 minut | Pomoc při rozvinutí solárních panelů na nosníku P6. Ukončení instalace nosníků S3/S4. Částečné selhání pro problémy s SARJ. |
| 86.  | STS-117 EVA 3     | James F. Reilly John D. Olivas           | 15. června 2007 17:24     | 16. června 2007 01:22     | 7 hodin, 58 minut | oprava tepelné izolace OMS, ukončení rozbalení P6, instalace vodíkového ventilu na Destiny. |
| 87.  | STS-117 EVA 4     | Patrick G. Forrester Steven Swanson      | 17. června 2007 16:25     | 17. června 2007 22:54     | 6 hodin, 29 minut | Ukončení instalace otočného mechanizmu pro solární panely, instalace kamer a počítačové sítě, zajištění mikrometeorického štítu. |
|      |                   |                                          |                           |                           |                   | |
| 88.  | Expedice 15 EVA 3 | Clayton Anderson Fjodor Jurčichin        | 23. července 2007 10:25   | 23. července 2007 18:06   | 7 hodin, 41 minut | Výměna komponent pro mobilní transportér; odhození amoniakové nádrže; vyčištění CBM modulu Unity. |
|      |                   |                                          |                           |                           |                   | |
| 89.  | STS-118 EVA 1     | Richard Mastracchio Dafydd Williams      | 11. srpna 2007 16:28      | 11. srpna 2007 23:45      | 6 hodin, 17 minut | Instalace P5; odstranění radiátoru P6. |
| 90.  | STS-118 EVA 2     | Richard Mastracchio Dafydd Williams      | 13. srpna 2007 15:32      | 13. srpna 2007 22:00      | 6 hodin, 28 minut | Výměna CMG. Instalace poškozeného CMG na ESP-2. |
| 91.  | STS-118 EVA 3     | Richard Mastracchio Clayton Anderson     | 15. srpna 2007 14:37      | 15. srpna 2007 20:05      | 5 hodin, 28 minut | Instalace P1 XPDR. Přemístění P6 SASA. Přemístění CETA cart 1, CETA cart 2. Přemístění antény S-band z P6 na P1. |
| 92.  | STS-118 EVA 4     | Dafydd Williams Clayton Anderson         | 18. srpna 2007 14:17      | 18. srpna 2007 19:02      | 5 hodin, 2 minuty | Instalace OBSS Boom Stand; sběr výsledků MISSE; instalace antény EWIS; zajištění pojistek na Z1. |
|      |                   |                                          |                           |                           |                   | |
| 93.  | STS-120 EVA 1     | Scott E. Parazynski Douglas H. Wheelock  | 26. října 2007 10:02      | 26. října 2007 16:16      | 6 hodin, 14 minut | Instalace modulu Harmony (Node 2), oprava antény S-Band Support Assembly (SASA), odpojení nosníků P6/Z1. |
| 94.  | STS-120 EVA 2     | Scott E. Parazynski Daniel M. Tani       | 28. října 2007 09:32      | 28. října 2007 16:05      | 6 hodin, 33 minut | odpojení kabelů ze Z1 do P6, odpojení P6, konfigurace radiátoru na S1, instalace kolejnic na Harmony. Kontrola S4 Solar Alpha Rotary Joint (SARJ). |
| 95.  | STS-120 EVA 3     | Scott E. Parazynski Douglas H. Wheelock  | 30. října 2007 08:45      | 30. října 2007 15:53      | 7 hodin, 8 minut  | Připojení P6 na P5. Překabelování P6/P5, konfigurace S1 po instalaci, kontrola SARJ. |
| 96.  | STS-120 EVA 4     | Scott E. Parazynski Douglas H. Wheelock  | 3. listopadu 2007 10:03   | 3. listopadu 2007 17:22   | 7 hodin, 19 minut | Kontrola a oprava poškozeného solárního panelu na nosníku P6. |
|      |                   |                                          |                           |                           |                   | |
| 97.  | Expedice 16 EVA 1 | Peggy Whitsonová Jurij Malenčenko        | 9. listopadu 2007 09:54   | 9. listopadu 2007 16:49   | 6 hodin, 55 minut | Odpojení systému SSPTS (Station-to-Shuttle Power Transfer System) pro dodávku elektrické energie z rozvodné sítě stanice do raketoplánu, odpojení PMA-2, příprava čelního portu Harmony na připojení PMA-2. |
| 98.  | Expedice 16 EVA 2 | Peggy Whitsonová Daniel M. Tani          | 20. listopadu, 2007 10:10 | 20. listopadu, 2007 17:26 | 7 hodin, 16 minut | Přepojení modulů PMA-2 a Harmony: připevnění opěrného nosníku pro hadice přívodu a odvodu chladicí směsi a elektrických a datových kabelů. |
| 99.  | Expedice 16 EVA 3 | Peggy Whitsonová Daniel M. Tani          | 24. listopadu 2007 09:50  | 24. listopadu 2007 16:54  | 7 hodin, 4 minuty | Dokončení přepojení modulů PMA-2 a Harmony: upevnění druhého opěrného nosníku pro hadice na přívod a odvod kapalného čpavku a elektrické a datové kabely. Fotografická analýza mechanického kloubu na otáčení solárních panelů pro pozdější opravu.                                                               |
| 100. | Expedice 16 EVA 4 | Peggy Whitsonová Daniel M. Tani          | 18. prosince 2007 09:50   | 18. prosince 2007 16:46   | 6 hodin, 56 minut | Inspekce nosníku S4, zařízení na otáčení slunečních panelů Solar Alpha Rotary Joint (SARJ) a Beta Gimbal Assembly (BGA). Rekordy: Stý výstup do vesmíru po doby existence ISS. Whitsonová se stala ženou s největším počtem výstupů (pět) a s nejdelší dobou strávenou v otevřeném vesmíru (32 hodin a 36 minut). |

## 2008
|      | Mise              | Kosmonauti                                       | Začátek (UTC)            | Konec (UTC)              | Trvání            | Poznámky |
| ---- | ----------------- | ------------------------------------------------ | ------------------------ | ------------------------ | ----------------- | --- |
| 101. | Expedice 16 EVA 5 | Peggy Whitsonová Daniel M. Tani                  | 30. ledna 2008 09:56     | 30. ledna 2008 17:06     | 7 hodin, 10 minut | Výměna motoru, který natáčí jeden ze solárních panelů. |
|      |                   |                                                  |                          |                          |                   | |
| 102. | STS-122 EVA 1     | Rex J. Walheim Stanley G. Love                   | 11. února 2008 14:13     | 11. února 2008 22:11     | 7 hodin, 58 minut | Příprava modulu Columbus pro připojení k ISS, první část demontáže prázdné nádrže NTA z nosníku P1, vytažení modulu Columbus z nákladového prostoru raketoplánu a jeho připojení ke stanici.                                                                                              |
| 103. | STS-122 EVA 2     | Rex J. Walheim Hans Schlegel                     | 13. února 2008 14:27     | 13. února 2008 21:12     | 6 hodin, 45 minut | Odstranění NTA (Nitrogen Tank Assembly), který je součástí tepelného systému ISS a uložení do nákladového prostoru raketoplánu. Přesměrování Station-to-Shuttle Power Transfer System (SSPTS).                                                                                            |
| 104. | STS-122 EVA 3     | Rex J. Walheim Stanley G. Love                   | 15. února 2008 13:07     | 15. února 2008 20:32     | 7 hodin, 25 minut | Instalace solární observatoře (Solar Monitoring Observatory - SOLAR) a multifunkční platformy (European Technology Exposure Facility - EuTEF) na vnější povrch laboratoře Columbus, vyzvednutí porouchaného silového setrvačníku CMG-3, upevnění CMG-3 v nákladovém prostoru raketoplánu. |
|      |                   |                                                  |                          |                          |                   | |
| 105. | STS-123 EVA 1     | Richard Linnehan Garrett Reisman                 | 14. března 2008 01:18    | 14. března 2008 08:19    | 7 hodin, 1 minuta | Instalace první části japonské laboratoře Kibō na modul Harmony ISS a instalace kanadského robota Dextre. |
| 106. | STS-123 EVA 2     | Richard Linnehan Michael Foreman                 | 15. března 2008 23:49    | 16. března 2008 06:57    | 7 hodin, 8 minut  | Instalace dvou ramen kanadského robota Dextre. |
| 107. | STS-123 EVA 3     | Richard Linnehan Robert Behnken                  | 17. března 2008 22:51    | 18. března 2008 05:44    | 6 hodin, 53 minut | Instalace kamer a přístrojů kanadského robota Dextre. Neúspěšná instalace experimentu na vnější plošinu laboratoře Columbus. |
| 108. | STS-123 EVA 4     | Michael Foreman Robert Behnken                   | 20. března 2008 22:04    | 21. března 2008 04:28    | 6 hodin, 24 minut | Otestování nového způsobu opravy tepelného štítu raketoplánu. |
| 109. | STS-123 EVA 5     | Michael Foreman Robert Behnken                   | 22. března 2008 20:34    | 23. března 2008 02:36    | 6 hodin, 2 minuty | Přeložení robotického ramena určeného k prohlídce tepelného štítu raketoplánu z raketoplánu na stanici. Příprava pro následující let STS-124, při kterém raketoplán Discovery kvůli nákladu nemůže nést podobné rameno.                                                                   |
|      |                   |                                                  |                          |                          |                   | |
| 110. | STS-124 EVA 1     | Michael Fossum Ronald Garan                      | 3. června 2008 16:24     | 3. června 2008 23:12     | 6 hodin, 48 minut | Uvolnění popruhů na robotickém rameni raketoplánu. Přesun OBSS zpět na raketoplán. Příprava laboratoře Kibō PM na instalaci. Výměna poškozené části Solar Alpha Rotary Joint na nosníku S3/S4. Inspekce poškození SARJ.                                                                   |
| 111. | STS-124 EVA 2     | Michael Fossum Ronald Garan                      | 5. června 2008 15:04     | 5. června 2008 22:15     | 7 hodin, 11 minut | Instalace kamer na modul Kibō PM. Příprava na připojení logistického modulu laboratoře Kibó. Příprava výměny nádrže NTA. |
| 112. | STS-124 EVA 3     | Michael Fossum Ronald Garan                      | 8. června 2008 13:55     | 8. června 2008 20:28     | 6 hodin, 33 minut | Výměna nádrže NTA. Příprava japonského manipulátoru. Instalace kamer. |
|      |                   |                                                  |                          |                          |                   | |
| 113. | Expedice 17 EVA 1 | Sergej Volkov Oleg Kononěnko                     | 10. července 2008 18:48  | 11. července 2008 1:06   | 6 hodin, 18 minut | Odstranění pyrotechnického šroubu z připojené lodi Sojuz |
| 114. | Expedice 17 EVA 2 | Sergej Volkov Oleg Kononěnko                     | 15. července 2008 17:08  | 15. července 2008 23:02  | 5 hodin, 54 minut | Instalace naváděcího terče na modul Zvezda, montáž experimentu Vsplesk na povrch stanice, demontáž kontejneru s experimentem Biorisk. |
|      |                   |                                                  |                          |                          |                   | |
| 115. | STS-126 EVA 1     | Heidemarie Stefanyshyn-Piperová Stephen Bowen    | 18. listopadu 2008 18:09 | 19. listopadu 2008 1:01  | 6 hodin, 52 minut | Přesun prázdné dusíkové nádrže NTA do nákladového prostoru raketoplánu, výměna jedenácti sad ložisek otočného spoje SARJ |
| 116. | STS-126 EVA 2     | Heidemarie Stefanyshyn-Piperová Robert Kimbrough | 20. listopadu 2008 17:58 | 21. listopadu 2008 00:43 | 6 hodin, 45 minut | Příprava na instalaci posledního bloku solárních panelů. Práce na opravě otočného spoje SARJ. |
| 117. | STS-126 EVA 3     | Heidemarie Stefanyshyn-Piperová Stephen Bowen    | 22. listopadu 2008 18:01 | 23. listopadu 2008 00:58 | 6 hodin, 57 minut | Výměna poškozených segmentů otočného spoje SARJ. |
| 118. | STS-126 EVA 4     | Stephen Bowen Robert Kimbrough                   | 24. listopadu 2008 18:24 | 25. listopadu 2008 00:31 | 6 hodin, 7 minut  | Dokončení opravy otočného spoje SARJ, instalace videokamery, instalace GPS na modul Kibó. |
|      |                   |                                                  |                          |                          |                   | |
| 119. | Expedice 18 EVA 1 | Jurij Lončakov Michael Fincke                    | 23. prosince 2008 00:51  | 23. prosince 2008 06:29  | 5 hodin, 38 minut | Instalace experimentu zařízení na měření elektromagnetické energie na modul Pirs, sběr výsledků ruského dlouhodobého experimentu Biorisk, montáž nových experimentů na povrch stanice, fotografování stanice.                                                                             |

## 2009
|      | Mise              | Kosmonauti                           | Začátek (UTC)            | Konec (UTC)              | Trvání             | Poznámky |
| ---- | ----------------- | ------------------------------------ | ------------------------ | ------------------------ | ------------------ | --- |
| 120. | Expedice 18 EVA 2 | Jurij Lončakov Michael Fincke        | 10. března 2009 16:22    | 10. března 2009 21:11    | 4 hodiny, 49 minut | Instalace experimentu EXPOSE-R na povrch modulu Zvezda a jeho aktivace, demontáž upevňovacích pásků zaměřovacího terče na modulu Pirs, inspekce a fotografování stavu povrchu ruské části stanice. |
|      |                   |                                      |                          |                          |                    | |
| 121. | STS-119 EVA 1     | Steven Swanson Richard Arnold        | 19. března 2009 17:16    | 19. března 2009 23:23    | 6 hodin, 7 minut   | Instalace nosníku ITS-S6, datové a elektrické propojení ITS-S6 se zbytkem stanice. |
| 122. | STS-119 EVA 2     | Steven Swanson Joseph Acabá          | 21. března 2009 16:51    | 21. března 2009 23:21    | 6 hodin, 30 minut  | Příprava baterií na nosníku P6 k jejich výměně při letu STS-127, instalace GPS antény na japonský logistický modul ELM-PS Kibó, inspekce povrchu hlavních staničních radiátorů na nosnících S1 a P1. |
| 123. | STS-119 EVA 3     | Joseph Acabá Richard Arnold          | 23. března 2009 15:37    | 23. března 2009 22:04    | 6 hodin, 27 minut  | Přesun vozíku CETA-2 z levé strany nosníku ITS-S0 na pravou, promazání mechanismu staničního manipulátoru SSRMS, přepojování kabelů a hadic. |
|      |                   |                                      |                          |                          |                    | |
| 124. | Expedice 20 EVA 1 | Gennadij Padalka Michael Barratt     | 5. června 2009 7:52      | 5. června 2009 12:46     | 4 hodiny, 54 minut | Příprava připojovacího uzlu modulu Zvezda na budoucí přílet ruského modulu Poisk (MRM-2), pořízení fotodokumentace ruského segmentu stanice. |
| 125. | Expedice 20 EVA 2 | Gennadij Padalka Michael Barratt     | 10. června 2009 6:55     | 10. června 2009 7:07     | 12 minut           | Práce uvnitř dehermetizované přechodové části mezi moduly Zvezda a Zarja, příprava na přílet modulu Poisk. |
|      |                   |                                      |                          |                          |                    | |
| 126. | STS-127 EVA 1     | David Wolf Timothy Kopra             | 18. července 2009 16:19  | 18. července 2009 21:51  | 5 hodin, 32 minut  | Příprava externí japonské plošiny JEF k přenesení, vyklopení držáku UCCAS (Unpressurized Cargo Carrier Attachment System) pro budoucí připevnění palety s náhradními díly |
| 127. | STS-127 EVA 2     | David Wolf Thomas Marshburn          | 20. července 2009 15:27  | 20. července 2009 22:20  | 6 hodin, 53 minut  | Vyzvednutí rozměrnějších náhradních dílů z nákladového prostoru raketoplánu a jejich umístění na povrch stanice. |
| 128. | STS-127 EVA 3     | David Wolf Christopher Cassidy       | 22. července 2009 14:32  | 22. července 2009 20:31  | 5 hodin, 59 minut  | Aktivace externí japonské plošiny JEF, výměna dvou baterií na nosníku ITS P6. |
| 129. | STS-127 EVA 4     | Christopher Cassidy Thomas Marshburn | 24. července 2009 13:54  | 24. července 2009 21:06  | 7 hodin, 12 minut  | Výměna zbylých čtyř baterií na nosníku ITS P6. |
| 130. | STS-127 EVA 5     | Christopher Cassidy Thomas Marshburn | 27. července 2009 11:33  | 27. července 2009 16:27  | 4 hodiny, 54 minut | Přepojení napájení gyroskopů CMG, úprava tepelné izolace manipulátoru SPDM a instalace dvou kamer na plošině JEF. |
|      |                   |                                      |                          |                          |                    | |
| 131. | STS-128 EVA 1     | John Olivas Nicole Stottová          | 1. září 2009 21:49       | 2. září 2009 4:24        | 6 hodin, 35 minut  | Demontáž staré nádrže s amoniakem (ATA) z ITS-P1, sejmutí experimentů EuTEF (European Technology Exposure Facility) a MISSE (Materials International Space Station Experiment) z modulu Columbus. |
| 132. | STS-128 EVA 2     | John Olivas Christer Fuglesang       | 3. září 2009 22:13       | 4. září 2009 4:51        | 6 hodin, 39 minut  | Montáž nové nádrže s amoniakem ATA na nosník ITS-P1, uložení staré ATA do nákladového prostoru raketoplánu k dopravě na Zemi. |
| 133. | STS-128 EVA 3     | John Olivas Christer Fuglesang       | 5. září 2009 20:39       | 6. září 2009 3:40        | 7 hodin, 1 minuta  | Příprava kabelů pro budoucí připojení modulu Tranquility, instalace GPS antén, výměna porouchaného měřicího gyroskopu RGA-2 (Rate Gyro Assembly). |
|      |                   |                                      |                          |                          |                    | |
| 134. | STS-129 EVA 1     | Michael Foreman Robert Satcher       | 19. listopadu 2009 14:24 | 19. listopadu 2009 21:01 | 6 hodin, 37 minut  | Instalace náhradní antény SASA (S-band Antenna Support Assembly) na nosník Z1, příchytky potrubí amoniaku na modul Unity, promazání mechanizmů na mobilní základně MBS (Mobile Base System) a na japonském manipulátoru JEM RMS.                                                                                              |
| 135. | STS-129 EVA 2     | Michael Foreman Randolph Bresnik     | 21. listopadu 2009 14:31 | 21. listopadu 2009 20:39 | 6 hodin, 8 minut   | Instalace adaptéru GATOR (Grappling Adaptor to On-Orbit Railing) na modul Columbus, přemístění měřicí sondy FPMU (Floating Potential Measurement Unit) z nosníku S1 na P1, vyklopení konstrukce PAS (Payload Attachment System) na nosníku S3, instalace jednotky WETA (Wireless video system External Transceiver Assembly). |
| 136. | STS-129 EVA 3     | Robert Satcher R andolph Bresnik     | 23. listopadu 2009 13:24 | 23. listopadu 2009 19:06 | 5 hodin, 42 minut  | Instalace kyslíkové nádrže na modul Quest, montáž dvou desek s experimenty MISSE-7A a 7B. |
|      |                   |                                      |                          |                          |                    | |

## 2010
|      | Mise              | Kosmonauti                           | Začátek (UTC)            | Konec (UTC)              | Trvání            | Poznámky |
| ---- | ----------------- | ------------------------------------ | ------------------------ | ------------------------ | ----------------- | --- |
| 137. | Expedice 22 EVA 1 | Oleg Kotov Maxim Surajev             | 14. ledna 2010 10:05     | 14. ledna 2010 15:49     | 5 hodin, 44 minut | Úprava modulu Poisk, aby se k němu mohla připojit kosmická loď Sojuz TMA-17, práce s experimenty na povrchu stanice. |
|      |                   |                                      |                          |                          |                   | |
| 138. | STS-130 EVA 1     | Robert Behnken Nicholas Patrick      | 12. února 2010 02:17     | 12. února 2010 08:49     | 6 hodin, 32 minut | Příprava Tranquility (Node 3) v nákladovém prostoru raketoplánu, po přenesení modulu k levobočnímu uzlu Unity propojení Tranquility se zbytkem stanice. |
| 139. | STS-130 EVA 2     | Robert Behnken Nicholas Patrick      | 14. února 2010 02:20     | 14. února 2010 08:14     | 5 hodin, 54 minut | Zapojení první části termoregulačního potrubí modulu Tranquility, příprava na přenesení modulu Cupola na dolní port Tranquility. |
| 140. | STS-130 EVA 3     | Robert Behnken Nicholas Patrick      | 17. února 2010 02:15     | 17. února 2010 08:03     | 5 hodin, 48 minut | Zapojení zbývající části termoregulačního potrubí Tranquility, otestování otevření a zavření překrytů sedmi okem modulu Cupola. |
|      |                   |                                      |                          |                          |                   | |
| 141. | STS-131 EVA 1     | Richard Mastracchio Clayton Anderson | 9. dubna 2010 05:31      | 9. dubna 2010 11:58      | 6 hodin, 27 minut | Přenesení nádrže s amoniakem z nákladového prostoru raketoplánu na prozatímní místo na povrchu stanice, vyzvednutí experimentu z japonské externí plošiny JEM-EF, výměna vadného gyroskopu na nosníku ITS-S0.                                                                         |
| 142. | STS-131 EVA 2     | Richard Mastracchio Clayton Anderson | 11. dubna 2010 05:20     | 11. dubna 2010 12:56     | 7 hodin, 26 minut | Sejmutí prázdné amoniakové nádrže z nosníku S1 a montáž nové nádrže, její elektrické připojení. |
| 143. | STS-131 EVA 3     | Richard Mastracchio Clayton Anderson | 13. dubna 2010 06:14     | 13. dubna 2010 12:36     | 6 hodin, 24 minut | Připojení amoniakové nádrže k chladicímu potrubí, přenesení prázdné nádrže do nákladového prostoru raketoplánu. Příprava elektrické kabeláže pro anténu SGANT (Space to Ground Antenna) na nosníku Z1.                                                                                |
|      |                   |                                      |                          |                          |                   | |
| 144. | STS-132 EVA 1     | Garrett Reisman Stephen Bowen        | 17. května 2010 11:54    | 17. května 2010 19:19    | 7 hodin, 25 minut | Instalace záložní parabolické antény SGANT na nosník Z1, montáž konstrukce EOTP (Enhanced Orbital Replaceable Unit [ORU] Temporary Platform) na manipulátor Dextre. |
| 145. | STS-132 EVA 2     | Garrett Reisman Stephen Bowen        | 19. května 2010 10:38    | 19. května 2010 17:47    | 7 hodin, 9 minut  | Uvolnění zaseknutého kabelu u naklápěcí jednotky na OBSS, výměna akumulátorů na nosníku P6, dotažení šroubů u antény SGANT (nedodělek z EVA-1). |
| 146. | STS-132 EVA 3     | Garrett Reisman Stephen Bowen        | 21. května 2010 10:27    | 21. května 2010 17:13    | 6 hodin, 46 minut | Dokončení výměny zbývajících tří bloků akumulátorů v nosníku P6, přemístění úchytného soklu PDGF. |
|      |                   |                                      |                          |                          |                   | |
| 147. | Expedice 24 EVA 1 | Fjodor Jurčichin Michail Kornijenko  | 27. července 2010 04:11  | 27. července 2010 10:53  | 6 hodin, 42 minut | Výměna kamery pro sledování příletů lodí ATV na modulu Zvezda, datové propojení modulů Zvezda, Zarja a Rassvet, aktivace naváděcího systému KURS na modulu Rassvet |
| 148. | Expedice 24 EVA 2 | Douglas Wheelock Tracy Caldwellová   | 7. srpna 2010 11:19      | 7. srpna 2010 19:22      | 8 hodin, 3 minuty | Servisní výstup kvůli poškozenému čerpadlu chladicího okruhu – odpojení hadic |
| 149. | Expedice 24 EVA 3 | Douglas Wheelock Tracy Caldwellová   | 11. srpna 2010 12:27     | 11. srpna 2010 19:53     | 7 hodin, 26 minut | Odstranění poškozeného čerpadla chladicího okruhu z nosníku ITS-S1, jeho uskladnění na držáku u mobilní základny MBS (Mobile Base System) |
| 150. | Expedice 24 EVA 4 | Douglas Wheelock Tracy Caldwellová   | 16. srpna 2010 10:20     | 16. srpna 2010 17:40     | 7 hodin, 20 minut | Instalace náhradního čerpadla na nosník ITS-S1 |
| 151  | Expedice 25       | Fjodor Jurčichin Oleg Skripočka      | 15. listopadu 2010 14:55 | 15. listopadu 2010 21:22 | 6 hodin, 27 minut | Instalace přenosného víceúčelového pracoviště modulu Zvezda, vzpěry mezi moduly Poisk a Zvezda a Zarja, zábradlí na modulu Pirs. Odstranění vědeckého hardwaru několika experimentů. Provedení experiment pro kontrolu přítomnosti mikroorganismů pod izolací na ruském segmentu ISS. |

## 2011
|      | Mise              | Kosmonauti                         | Začátek (UTC)           | Konec (UTC)             | Trvání            | Poznámky |
| ---- | ----------------- | ---------------------------------- | ----------------------- | ----------------------- | ----------------- | --- |
| 152. | Expedice 26 EVA 1 | Dmitrij Kondraťjev Oleg Skripočka  | 21. ledna 2011 14:29    | 21. ledna 2011 19:52    | 5 hodin, 23 minut | Instalace vysokorychlostního komunikačního systému na modul Zvezda, sejmutí starších experimentů, instalace kamery na modul Rassvet. |
| 153. | Expedice 26 EVA 2 | Dmitrij Kondraťjev Oleg Skripočka  | 16. února 2011 13:30    | 16. února 2011 18:21    | 4 hodin, 51 minut | Instalace experimentů na modul Zvezda, sejmutí dokončených experimentů z modulu Zarja, odhození nepotřebného úchytu nohou. |
|      |                   |                                    |                         |                         |                   | |
| 154. | STS-133 EVA 1     | Stephen Bowen Alvin Drew           | 28. února 2011 15:46    | 28. února 2011 22:20    | 6 hodin, 34 minut | Instalace záložního napájecího kabelu J612 mezi moduly Unity a Tranquility a řada drobnějších údržbářských prací na povrchu stanice. „Zachycení kosmického vakua“ do termosky při propagační akci.                                                |
| 155. | STS-133 EVA 2     | Stephen Bowen Alvin Drew           | 2. března 2011 15:42    | 2. března 2011 21:56    | 6 hodin, 14 minut | Vypuštění amoniaku z vadného čerpadla (přemístěného při EVA-1), sejmutí plošiny LWAPA na experimenty z modulu Columbus, několik dalších drobnějších prací na povrchu stanice.                                                                     |
|      |                   |                                    |                         |                         |                   | |
| 156. | STS-134 EVA 1     | Andrew Feustel Gregory Chamitoff   | 20. května 2011 07:10   | 20. května 2011 13:29   | 6 hodin, 19 minut | Výměna experimentu MISSE (7A a 7B za 8) na ELC-2, instalace osvětlovacího reflektoru na S3, uchycení ochranného překrytu na rotačním spoji SARJ S3, odvětrání potrubí amoniakové chladicí smyčky na nosníku P6 a montáž antén na modul Destiny.   |
| 157. | STS-134 EVA 2     | Andrew Feustel Michael Fincke      | 22. května 2011 6:05    | 22. května 2011 14:12   | 8 hodin, 7 minut  | Promazání otočného kloubu SARJ na P3, instalace držáku na S1, doplnění amoniaku do chladicí smyčky na P6 a promazání úchopu manipulátoru Dextre.                                                                                                  |
| 158. | STS-134 EVA 3     | Andrew Feustel Michael Fincke      | 25. května 2011 05:43   | 25. května 2011 12:37   | 6 hodin, 54 minut | Montáž soklu PDGF (Power and Data Grapple Fixture) na ruský modul Zarja, instalace napájecích a datových kabelů mezi modulem Zarja, PDGF a modulem Unity a hlavním nosníkem stanice, zapojení EWC antén na modulu Destiny.                        |
| 159. | STS-134 EVA 4     | Michael Fincke Gregory Chamitoff   | 27. května 2011 04:15   | 27. května 2011 11:39   | 7 hodin, 24 minut | Uložení OBSS na hlavní nosník stanice, sejmutí PDGF z P6, jeho výměna za EFGF (Electric Flight Grapple Fixture) na OBSS a uvolnění náhradní mechanické ruky manipulátoru Dextre.                                                                  |
|      |                   |                                    |                         |                         |                   | |
| 160. | Expedice 28 EVA 1 | Ronald Garan Michael Fossum        | 12. července 2011 13:22 | 12. července 2011 19:53 | 6 hodin, 31 minut | Přemístění vadného čerpadla amoniaku z plošiny ESP-2 do nákladového prostoru raketoplánu a opačným směrem přenesení zařízení RRM (Robotic Refueling Mission) k manipulátoru SPDM Dextre. Instalace experimentu ORMATE/MISSE-8 a drobnější údržba. |
| 161. | Expedice 28 EVA 2 | Sergej Volkov Alexandr Samokuťajev | 3. srpna 2011 14:50     | 3. srpna 2011 21:13     | 6 hodin, 23 minut | Vypuštění radioamatérské družice ARISSat-1/Radioskaf-V, instalace experimentálního zařízení pro laserovou datovou komunikaci mezi Zemí a ISS, demontáž antény použité pro připojování modulu Poisk, instalace experimentu Biorisk.                |

## 2012
|      | Mise              | Kosmonauti                        | Začátek (UTC)          | Konec (UTC)            | Trvání            | Poznámky |
| ---- | ----------------- | --------------------------------- | ---------------------- | ---------------------- | ----------------- | --- |
| 162. | Expedice 30 EVA 1 | Oleg Kononěnko Anton Škaplerov    | 16. února 2012 14:31   | 16. února 2012 20:46   | 6 hodin, 15 minut | Přemístění manipulátoru Strela 2 z modulu Pirs na modul Poisk, umístění kazety s materiálovým experimentem Vynoslivost na povrch Poisku a v rámci experimentu Test odebrání vzorků z povrchu modulu Zvezda.                                |
|      |                   |                                   |                        |                        |                   | |
| 163. | Expedice 32 EVA 1 | Gennadij Padalka Jurij Malenčenko | 20. srpna 2012 15:37   | 20. srpna 2012 21:28   | 5 hodin, 51 minut | Přesun manipulátoru Strela 2 z modulu Pirs na modul Zarja, vypuštění družice Sfera, instalace doplňkových protimeteoroidových panelů na modulu Zvezda, demontovali kontejner experimentu Biorisk-MSN a instalace dvou úchytů na Pirs.      |
| 164. | Expedice 32 EVA 2 | Sunita Williamsová Akihiko Hošide | 30. srpna 2012 12:16   | 30. srpna 2012 20:33   | 8 hodin, 17 minut | Instalace kabelů mezi ruským a americkým segmentem ISS. Výměna jednoho ze čtyř spínacích bloků rozvodů elektrické energie MBSU (Main Bus Switching Unit) nebyla úspěšná – blok se nepodařilo řádně přišroubovat, takže nemohl být zapojen. |
| 165. | Expedice 32 EVA 3 | Sunita Williamsová Akihiko Hošide | 5. září 2012 11:06     | 5. září 2012 17:34     | 6 hodin, 28 minut | Dokončení instalace a zapojení jednotky MBSU z minulého výstupu. Výměna jedné z kamer manipulátoru Canadarm2 |
|      |                   |                                   |                        |                        |                   | |
| 166. | Expedice 33 EVA 1 | Sunita Williamsová Akihiko Hošide | 1. listopad 2012 12:29 | 1. listopad 2012 19:07 | 6 hodin, 38 minut | Odpojení netěsnícího radiátoru PVR na nosníku P6 chladicího okruhu 2B a jeho náhrada již nepoužívaným radiátorem TTCR. |

## 2013
|      | Mise              | Kosmonauti                           | Začátek (UTC)           | Konec (UTC)             | Trvání             | Poznámky |
| ---- | ----------------- | ------------------------------------ | ----------------------- | ----------------------- | ------------------ | --- |
| 167. | Expedice 35 EVA 1 | Pavel Vinogradov Roman Romaněnko     | 19. dubna 2013 14:03    | 19. dubna 2013 20:41    | 6 hodin, 38 minut  | Instalace experimentu Obstanovka (sledování plazmatu v ionosféře) na povrch modulu Zvezda. Výměna reflektoru laserového naváděcího systému ATV. Demontáž kontejneru č. 2 experimentu Biorisk z modulu Pirs a panelu experimentu Vynoslivosť, panel kosmonautům uletěl. |
| 168. | Expedice 35 EVA 2 | Thomas Marshburn Christopher Cassidy | 11. května 2013 12:44   | 11. května 2013 18:14   | 5 hodin, 30 minut  | Výměna čerpadla chladicího okruhu 2B na nosníku P6, kvůli úniku amoniaku. |
|      |                   |                                      |                         |                         |                    | |
| 169. | Expedice 36 EVA 1 | Fjodor Jurčichin Alexandr Misurkin   | 24. června 2013 13:32   | 24. června 2013 20:06   | 6 hodin, 34 minut  | Kosmonauti vyměnili panelu ventilů na modulu Zarja, namontovali svorky pro kabely, nainstalovali aparaturu Indikator experimentu Kontrol na modul Poisk, demontovali druhý panel experimentu Vynoslivosť z Poisku a aparaturu Foton-Gamma experimentu Molnija-Gamma z modulu Zvezda, provedli test aparatury Kurs. |
| 170. | Expedice 36 EVA 2 | Christopher Cassidy Luca Parmitano   | 9. července 2013 12:02  | 9. července 2013 18:09  | 6 hodin, 7 minut   | Parmitano byl první Ital, který vystoupil do vesmíru. Astronauti vyměnili vadný Ku transceiver na nosníku Z1, demontovali kontejner RES-8 experimentu MISSE a z platformy ELS-2 optický odražeč ORMatE-III R/W, namontovali úchytné svorky pro radiátory na sekcích S1 a R1 hlavního nosníku, namontovali kabely pro budoucí zásobení modulu Nauka elektřinou, odmontovali vadnou kameru, instalovali kryt na stykovací uzel PMA-2. |
| 171. | Expedice 36 EVA 3 | Christopher Cassidy Luca Parmitano   | 16. července 2013 11:57 | 16. července 2013 13:29 | 1 hodina, 32 minut | Cassidy stihl instalovat pouze propojku kabelu na nosníku Z1, Parmitanovi od počátku výstupu unikala do přilby voda. výstup byl předčasně ukončen, v posledních minutách už Parmitano přes vodu neviděl a nemohl komunikovat. |
| 172. | Expedice 36 EVA 4 | Fjodor Jurčichin Alexandr Misurkin   | 16. srpna 2013 14:36    | 16. srpna 2013 22:05    | 7 hodin, 29 minut  | Kosmonauti namontovali madla mezi moduly Zarja a Poisk a Zvezda a Poisk, na povrch modulu Zarja instalovali kabely pro budoucí modul Nauka, namontovali panel experimentu Vynoslivost’. Nejdelší výstup ve skafandrech Orlan-MK. |
| 173. | Expedice 36 EVA 5 | Fjodor Jurčichin Alexandr Misurkin   | 22. srpna 2013 11:34    | 22. srpna 2013 17:32    | 5 hodin, 58 minut  | Kosmonauti demontovali z povrchu modulu Zvezda laserový komunikační systém BTLS experimentu SLS, náhradou nainstalovali dálkově ovládaný stojan (určený pro optický teleskop). Prověřili a utáhli uvolněné šrouby držící izolační pokrývky řady antén WAL na modulu Zvezda, namontovali na povrch Zvezdy dvě madla, v rámci experimentu Test odebrali vzorky stěrů z povrchu vnějšího průlezu přechodové komory modulu Poisk.       |
|      |                   |                                      |                         |                         |                    | |
| 174. | Expedice 37 EVA 1 | Oleg Kotov Sergej Rjazanskij         | 9. listopadu 2013 14:34 | 9. listopadu 2013 20:24 | 5 hodin, 50 minut  | Kosmonauti vynesli do vesmíru a vzájemně si předali olympijskou pochodeň putující na Zimní olympijské hry v Soči. kromě toho provedli některé technické úkoly – demontovali úchyt nohou Jakor, namontovali nové madlo na povrch ruského segmentu stanice, deaktivovali experiment SVČ-radiometrie a vyfotografovali povrch stanice (kvůli sledování dopadu mikrometeoroidů).                                                        |
|      |                   |                                      |                         |                         |                    | |
| 175. | Expedice 38 EVA 1 | Michael Hopkins Richard Mastracchio  | 21. prosince 2013 12:01 | 21. prosince 2013 17:29 | 5 hodin, 28 minut  | Začátkem prosince 2013 se porouchal čerpacího modul PM (Pump Module) amoniakového chladicího okruhu A na nosníku S1. Při výstupu kosmonauti čerpadlo připravili k výměně. |
| 176. | Expedice 38 EVA 2 | Michael Hopkins Richard Mastracchio  | 24. prosince 2013 11:53 | 24. prosince 2013 19:23 | 7 hodin, 30 minut  | Kosmonauti namísto nefunkčního modulu instalovali záložní. |
| 177. | Expedice 38 EVA 3 | Oleg Kotov Sergej Rjazanskij         | 27. prosince 2013 13:00 | 27. prosince 2013 21:07 | 8 hodin, 7 minut   | Kosmonauti nainstalovali na povrch modulu Zvezda dvojici komerčních kamer a pak se věnovali obsluze vnějších experimentů. Nové kamery však nefungovaly, takže je kosmonauti odmontovali a odnesli zpět. Nejdelší ruský výstup v historii. |

## 2014
|      | Mise              | Kosmonauti                         | Začátek (UTC)         | Konec (UTC)           | Trvání             | Poznámky |
| ---- | ----------------- | ---------------------------------- | --------------------- | --------------------- | ------------------ | --- |
| 178. | Expedice 38 EVA 4 | Oleg Kotov Sergej Rjazanskij       | 27. ledna 2014 14:00  | 27. ledna 2014 20:08  | 6 hodin, 8 minut   | Kosmonauti tentokrát úspěšně nainstalovali dvojici kamer, sundali kazetu s materiálovým experimentem SKK2-SO, fotografovali povrch stanice.                                                             |
|      |                   |                                    |                       |                       |                    | |
| 179. | Expedice 39 EVA 1 | Richard Mastracchio Steven Swanson | 23. dubna 2014 13:56  | 23. dubna 2014 15:32  | 1 hodina, 36 minut | Kosmonauti vyměnili porouchanou jednotku MDM (Multiplexer/Demultiplexer Module, slouží k přenosu dat) v nosníku S0.                                                                                     |
|      |                   |                                    |                       |                       |                    | |
| 180. | Expedice 40 EVA 1 | Alexandr Skvorcov Oleg Artěmjev    | 19. června 2014 14:10 | 19. června 2014 21:33 | 7 hodin, 23 minut  | Kosmonauti nainstalovali na povrch stanice novou anténu, tyčový nosník, přemístili dva experimenty a odebrali vzorky z povrchu okénka na modulu Zvezda.                                                 |
| 181. | Expedice 40 EVA 2 | Alexandr Skvorcov Oleg Artěmjev    | 18. srpna 2014 14:02  | 18. srpna 2014 19:13  | 5 hodin, 11 minut  | Kosmonauti vypustili peruánský cubesat Chasqui-1. Poté se věnovali obsluze experimentů a vnějšího vybavení ruských modulů.                                                                              |
|      |                   |                                    |                       |                       |                    | |
| 182. | Expedice 41 EVA 1 | Gregory Wiseman Alexander Gerst    | 7. října 2014 12:30   | 7. října 2014 18:43   | 6 hodin, 13 minut  | Astronauti přemístili vadnou pumpu z dočasného úložiště na plošinu ESP-2, vyměnili svítidlo na externí televizní kameře (ETVCG) a připojili energetickou jednotku k robotickému manipulátoru.           |
| 183. | Expedice 41 EVA 2 | Gregory Wiseman Barry Wilmore      | 15. října 2014 12:16  | 15. října 2014 18:50  | 6 hodin, 34 minut  | Astronauti vyměnili vadný regulátor SSU a přemístili několik přístrojů v rámci přípravy na přesun modulu Leonardo z modulu Unity na Tranquility.                                                        |
| 184. | Expedice 41 EVA 3 | Maxim Surajev Alexandr Samokuťajev | 22. října 2014 13:28  | 22. října 2014 17:06  | 3 hodiny, 38 minut | Kosmonauti z povrchu stanice odmontovali a zahodili nepotřebné vybavení, fotografovali povrch modulů, odebrali vzorky z povrchu oken modulu Poisk. Kvůli rychlému plnění úkolů mohl být výstup zkrácen. |

## 2015
|      | Mise              | Kosmonauti                          | Začátek (UTC)           | Konec (UTC)             | Trvání             | Poznámky |
| ---- | ----------------- | ----------------------------------- | ----------------------- | ----------------------- | ------------------ | --- |
| 185. | Expedice 42 EVA 1 | Barry Wilmore Terry Virts           | 21. února 2015 12:45    | 21. února 2015 19:26    | 6 hodin, 41 minut  | Astronauti instalovali datové a elektrické kabely na přední část modulu Harmony v rámci příprav na připojení adaptérů IDA-1 a -2 na PMA-2 a -3. |
| 186. | Expedice 42 EVA 2 | Barry Wilmore Terry Virts           | 25. února 2015 11:51    | 25. února 2015 18:34    | 6 hodin, 43 minut  | Astronauti dokončili práci s kabely z minulého výstupu a provedli další menší práce.                                                            |
| 187. | Expedice 42 EVA 3 | Barry Wilmore Terry Virts           | 1. března 2015 11:52    | 1. března 2015 17:30    | 5 hodin, 38 minut  | Astronauti pokračovali k přípravách na připojení IDA-1 a -2, zejména instalovali komunikační systém C2V2.                                       |
|      |                   |                                     |                         |                         |                    | |
| 188. | Expedice 44 EVA 1 | Gennadij Padalka Michail Kornijenko | 10. srpna 2015 14:20    | 10. srpna 2015 17:06    | 5 hodiny, 31 minut | Kosmonauti připevnili na povrch stanice několik dodatečných madel, obsloužili povrchové experimenty a provedli drobné údržbářské práce.         |
|      |                   |                                     |                         |                         |                    | |
| 189. | Expedice 45 EVA 1 | Scott Kelly Kjell Lindgren          | 28. října 2015 12:03    | 28. října 2015 19:19    | 7 hodin, 16 minut  | Astronauti provedli různé údržbové práce a pokračovali v přípravě kabeláže na připojení IDA-1 a -2.                                             |
| 190. | Expedice 45 EVA 2 | Scott Kelly Kjell Lindgren          | 6. listopadu 2015 11:22 | 6. listopadu 2015 19:10 | 7 hodin, 48 minut  | Astronauti obnovili standardní nastavení chladicího okruhu 2B na nosníku P6.                                                                    |
|      |                   |                                     |                         |                         |                    | |
| 191. | Expedice 46 EVA 1 | Scott Kelly Timothy Kopra           | 21. prosince 2015 13:45 | 21. prosince 2015 16:01 | 3 hodiny, 16 minut | Astronauti uvolnili zaseklý mobilní transportér (MT) a zaparkovali jej, provedli několik prací v rámci přípravy na připojení IDA-1 a -2.        |

## 2016
|      | Mise              | Kosmonauti                          | Začátek (UTC)        | Konec (UTC)          | Trvání             | Poznámky |
| ---- | ----------------- | ----------------------------------- | -------------------- | -------------------- | ------------------ | --- |
| 192. | Expedice 46 EVA 2 | Timothy Kopra Tim Peake             | 15. ledna 2016 12:48 | 15. ledna 2016 17:31 | 4 hodiny, 43 minut | Astronauti vyměnili vadný regulátor napětí SSU na lince 1B, pokračovali v instalaci kabelů pro adaptér IDA. Výstup byl ukončen, když se v Koprově přílbě objevila voda. |
| 193. | Expedice 46 EVA 3 | Jurij Malenčenko Sergej Volkov      | 3. února 2016 12:55  | 3. února 2016 17:40  | 4 hodin, 45 minut  | Kosmonauti sebrali vzorky z povrchu modulů Pirs a Zvezda, sejmuli panel experimentu EXPOSE-R a naopak umístili panel experimentu Vinoslivost. V experimentu Restauracija zkoušeli technologií lepení fólií ve vakuu. V závěru přidali na povrch modulu Zarja dva nové úchyty a fotografovali ruský segment ISS. |
|      |                   |                                     |                      |                      |                    | |
| 194. | Expedice 48 EVA 1 | Jeffrey Williams Kathleen Rubinsová | 19. srpna 2016 13:04 | 19. srpna 2016 19:02 | 5 hodin, 58 minut  | Astronauti nainstalovali adaptér IDA-2. |
| 195. | Expedice 48 EVA 2 | Jeffrey Williams Kathleen Rubinsová | 1. září 2016 11:53   | 1. září 2016 17:41   | 6 hodin, 48 minut  | Astronauti především nainstalovali radiátor TTCR na nosník ITS-P6 a provedli několik vedlejších prací (např. namontovali na povrch stanice HD kamery). |

## 2017
|      | Mise              | Kosmonauti                         | Začátek (UTC)         | Konec (UTC)           | Trvání             | Poznámky |
| ---- | ----------------- | ---------------------------------- | --------------------- | --------------------- | ------------------ | --- |
| 196. | Expedice 50 EVA 1 | Peggy Whitsonová Robert Kimbrough  | 6. ledna 2017 11:23   | 6. ledna 2017 17:55   | 6 hodin, 32 minut  | Instalace adaptérů a kabelů pro nové baterie na napájecím kanálu 3A; fotografie AMS; odstranění kamery; instalace ethernetových kabelů.                                                      |
| 197. | Expedice 50 EVA 2 | Robert Kimbrough Thomas Pesquet    | 13. ledna 2017 11:22  | 13. ledna 2017 17:20  | 5 hodin, 58 minut  | Výměna baterií na ITS-S4; výměna kamery; demontáž několika madel; upevnění sbaleného krytu poblíž PMA-3.                                                                                     |
| 198. | Expedice 50 EVA 3 | Robert Kimbrough Thomas Pesquet    | 24. března 2017 11:24 | 24. března 2017 17:58 | 6 hodin, 34 minut  | Příprava modulu PMA na přesun; instalace nové řídící jednotky rozvodu elektřiny; promazaní Canadarm 2; kontrola radiátorů.                                                                   |
| 199. | Expedice 50 EVA 4 | Robert Kimbrough Peggy Whitsonová  | 30. března 2017 12:29 | 30. března 2017 19:33 | 7 hodin, 4 minuty  | Propojení kabelů mezi přemístěným PMA a Harmony; sejmuli izolační pokrývku uzlu PMA-3; vyměnili externí jednotku Multiplexer-Demultiplexer (MDM); zakrytovali port CBM na modulu Tranquilty. |
|      |                   |                                    |                       |                       |                    | |
| 200. | Expedice 51 EVA 1 | Peggy Whitsonová Jack Fischer      | 12. května 2017 13:08 | 12. května 2017 17:21 | 4 hodiny, 13 minut | Výměna vadného bloku elektroniky ExPCA na plošině ELC-4; instalace terminálu pro experiment AMS-02; upevnění tepelné izolace na japonském robotickém manipulátoru.                           |
| 201. | Expedice 51 EVA 2 | Peggy Whitsonová Jack Fischer      | 23. května 2017 12:20 | 23. května 2017 15:06 | 2 hodiny, 46 minut | Oprava rozbitých jednotek Multiplexer-Demultiplexer (MDM) na nosníku ITS-S0, instalace dvou antén pro bezdrátovou komunikaci na modulu Destiny.                                              |
|      |                   |                                    |                       |                       |                    | |
| 202. | Expedice 52 EVA 1 | Fjodor Jurčichin Sergej Rjazanskij | 17. srpna 2017 14:36  | 17. srpna 2017 22:10  | 7 hodin, 34 minut  | Vypuštění pěti Cubesatů; výměna vzorků materiálů; montáž nových madel. |
|      |                   |                                    |                       |                       |                    | |
| 203. | Expedice 53 EVA 1 | Randolph Bresnik Mark Vande Hei    | 5. října 2017 12:05   | 5. října 2017 19:00   | 6 hodin, 55 minut  | Výměna jednoho ze dvou úchopových mechanizmů LEE (Latching End Effectors) staničního manipulátoru SSRMS.                                                                                     |
| 204. | Expedice 53 EVA 2 | Randolph Bresnik Mark Vande Hei    | 10. října 2017 12:56  | 10. října 2017 19:22  | 6 hodin, 26 minut  | Promazání nového úchopu LEE; přemístění dvou kamer. |
| 205. | Expedice 53 EVA 3 | Randolph Bresnik Joseph Acabá      | 20. října 2017 12:46  | 20. října 2017 19:36  | 6 hodin, 49 minut  | Promazání úchopu LEE; instalace HD kamer; odstranění izolace. |

## 2018
|      | Mise              | Kosmonauti                        | Začátek (UTC)           | Konec (UTC)             | Trvání            | Poznámky |
| ---- | ----------------- | --------------------------------- | ----------------------- | ----------------------- | ----------------- | --- |
| 206. | Expedice 54 EVA 1 | Mark Vande Hei Scott Tingle       | 23. ledna 2018 11:49    | 23. ledna 2018 19:13    | 7 hodin, 24 minut | Výměna druhého úchopového mechanizmu LEE (Latching End Effectors) staničního manipulátoru SSRMS. |
| 207. | Expedice 54 EVA 2 | Alexandr Misurkin Anton Škaplerov | 2. února 2018 15:34     | 2. února 2018 23:47     | 8 hodin, 13 minut | Výměna elektroniky pro rádiový komunikační systém; odebrání vzorků experimentů. |
| 208. | Expedice 54 EVA 3 | Mark Vande Hei Norišige Kanai     | 16. února 2018 12:00    | 16. února 2018 17:57    | 5 hodin, 57 minut | Přemístění dvou demontovaných mechanizmů LEE, rozbitý se vrátí na Zemi na opravu, druhý přesunuli na stanoviště pro dlouhodobé skladování; vyměnili kamery na LEE. |
|      |                   |                                   |                         |                         |                   | |
| 209. | Expedice 55 EVA 1 | Andrew J. Feustel Richard Arnold  | 29. března 2018 13:33   | 29. března 2018 19:43   | 6 hodin, 10 minut | Instalace dvou WiFi antén na modul Harmony v rámci přípravy na přílet experimentu ECOSTRESS; odstranění dvou amoniakových propojek na ITS; výměna kamer a světel. |
| 210. | Expedice 55 EVA 2 | Andrew J. Feustel Richard Arnold  | 16. května 2018 11:39   | 16. května 2018 18:10   | 6 hodin, 31 minut | Přemístění vadného PFCS (modul čerpadla chladicího systému) na plošinu ESP-1, na ITS-P6 přenesli záložní PFCS; výměna kamery světla na modulu Destiny; na nosníku ITS-Z1 vyměnili elektroniku komunikačního systému.                                                                                  |
|      |                   |                                   |                         |                         |                   | |
| 211. | Expedice 56 EVA 1 | Andrew J. Feustel Richard Arnold  | 14. června 2018 12:06   | 14. června 2018 18:55   | 6 hodin, 49 minut | Instalace nových HD kamer poblíž adaptéru IDA-2, ke kterému se budou připojovat lodě Crew Dragon a CST 100 Starliner. Také vyměnili soustavu kamer na ITS, které používá NASA TV. Připravili experiment CATS, u japonského modulu Kibo, na shoření v atmosféře a jeho náhradu experimentem ECOSTRESS. |
| 212. | Expedice 56 EVA 2 | Oleg Artěmjev Sergej Prokopjev    | 15. srpna 2018 16:17    | 16. srpna 2018 00:03    | 7 hodin, 46 minut | Kosmonauti vypustili čtyři cubesaty. Vzali zpátky na stanici experimenty z modulů Pirs a Poisk. |
|      |                   |                                   |                         |                         |                   | |
| 213. | Expedice 57 EVA 1 | Oleg Kononěnko Sergej Prokopjev   | 11. prosince 2018 15:59 | 11. prosince 2018 23:44 | 7 hodin, 45 minut | Instalace tepelné izolace a kontrola Sojuzu MS-09 ve kterém byla provrtána díra, kterou unikal vzduch. |

## 2019
|      | Mise              | Kosmonauti                          | Začátek (UTC)            | Konec (UTC)              | Trvání            | Poznámky |
| ---- | ----------------- | ----------------------------------- | ------------------------ | ------------------------ | ----------------- | --- |
| 214. | Expedice 59 EVA 1 | Anne McClainová Nick Hague          | 22. března 2019 13:01    | 22. března 2019 19:40    | 6 hodin, 39 minut | Výměna baterií na nosníku ITS-P4. |
| 215. | Expedice 59 EVA 2 | Nick Hague Christina Kochová        | 29. března 2019 11:42    | 29. března 2019 18:27    | 6 hodin, 45 minut | Výměna baterií na nosníku ITS-P4; instalace úchytů na ITS-P6 pro uskladnění starých baterií při budocí výměně v této části.                                              |
| 216. | Expedice 59 EVA 3 | Anne McClainová David Saint-Jacques | 8. dubna 2019 11:31      | 8. dubna 2019 18:00      | 6 hodin, 29 minut | Přemístění bateriové adaptérové desky; zapojování nových datových a napájecích kabelů; instalace jednoho ze dvou čepů pro budoucí plošinu Bartolomeo na modulu Columbus. |
| 217. | Expedice 59 EVA 4 | Oleg Kononěnko Alexej Ovčinin       | 29. května 2019 15:42    | 29. května 2019 21:43    | 6 hodin, 1 minuta | Sejmutí výsledků experimentů; instalace nových úchytek; drobnější údržba.                                                                                                |
|      |                   |                                     |                          |                          |                   | |
| 218. | Expedice 60 EVA 1 | Nick Hague Andrew Morgan            | 21. srpna 2019 12:27     | 21. srpna 2019 18:59     | 6 hodin, 32 minut | Instalace adaptéru IDA pro připojení soukromých lodí. Vedení kabelů a instalace WiFi routerů pro budoucí experimenty.                                                    |
|      |                   |                                     |                          |                          |                   | |
| 219. | Expedice 61 EVA 1 | Christina Kochová Andrew Morgan     | 6. října 2019 11:39      | 6. října 2019 18:40      | 7 hodin, 1 minuta | První z pěti výstupu k výměně baterií na nosníku ITS-P6. |
| 220. | Expedice 61 EVA 2 | Andrew Morgan Christina Kochová     | 11. října 2019 11:38     | 11. října 2019 18:23     | 6 hodin, 45 minut | Druhý z pěti výstupu k výměně baterií na nosníku ITS-P6. |
| 221. | Expedice 61 EVA 3 | Christina Kochová Jessica Meirová   | 18. října 2019 11:38     | 18. října 2019 18:55     | 7 hodin, 17 minut | Třetí z pěti výstupu k výměně baterií na nosníku ITS-P6. |
| 222. | Expedice 61 EVA 4 | Luca Parmitano Andrew Morgan        | 15. listopadu 2019 11:39 | 15. listopadu 2019 18:18 | 6 hodin, 39 minut | První výstup k opravě spektrometru AMS-2. |
| 223. | Expedice 61 EVA 5 | Luca Parmitano Andrew Morgan        | 22. listopadu 2019 12:02 | 22. listopadu 2019 16:35 | 6 hodin, 33 minut | Druhý výstup k opravě spektrometru AMS-2. |
| 224. | Expedice 61 EVA 6 | Luca Parmitano Andrew Morgan        | 2. prosince 2019 11:31   | 2. prosince 2019 17:33   | 6 hodin, 2 minuty | Třetí výstup k opravě spektrometru AMS-2. |

## 2020
|      | Mise              | Kosmonauti                         | Začátek (UTC)            | Konec (UTC)              | Trvání            | Poznámky |
| ---- | ----------------- | ---------------------------------- | ------------------------ | ------------------------ | ----------------- | --- |
| 225. | Expedice 61 EVA 7 | Christina Kochová Jessica Meirová  | 15. ledna 2020 11:35     | 15. ledna 2020 19:04     | 7 hodin, 29 minut | Čtvrtý z pěti výstupu k výměně baterií na nosníku ITS-P6. |
| 226. | Expedice 61 EVA 8 | Christina Kochová Jessica Meirová  | 20. ledna 2020 11:35     | 20. ledna 2020 18:33     | 6 hodin, 58 minut | Poslední z pěti výstupu k výměně baterií na nosníku ITS-P6. Kochová a Meirová zvládly vyměnit všechny baterie a uložily dvě staré na venkovní paletu aby mohly shořet při návratu lodí HTV-9. |
| 227. | Expedice 61 EVA 9 | Andrew Morgan Luca Parmitano       | 25. ledna 2020 12:04     | 25. ledna 2020 18:20     | 6 hodin, 16 minut | Čtvrtý a poslední výstup k opravě AMS-2. Jako vedlejší úkol vyčistili a vyměnili filtry na televizních kamerách NASA. |
|      |                   |                                    |                          |                          |                   | |
| 228. | Expedice 63 EVA 1 | Christopher Cassidy Bob Behnken    | 26. června 2020 11:32    | 26. června 2020 17:39    | 6 hodin, 7 minut  | První ze čtyř výstupů k výměně starých Nikl-vodíkových bateriích za nové Lithium-iontové na nosníku ITS S6. |
| 229. | Expedice 63 EVA 2 | Christopher Cassidy Bob Behnken    | 1. července 2020 11:13   | 1. července 2020 17:14   | 6 hodin, 1 minuta | Druhý ze čtyř výstupů k výměně starých Nikl-vodíkových bateriích za nové Lithium-iontové na nosníku ITS S6. Vedení napájecího a ethernetového kabelu na ITS S3 pro bezdrátový komunikační systém. |
| 230. | Expedice 63 EVA 3 | Christopher Cassidy Bob Behnken    | 16. července 2020 11:10  | 16. července 2020 17:10  | 6 hodin, 0 minut  | Třetí ze čtyř výstupů k výměně starých Nikl-vodíkových bateriích za nové Lithium-iontové na nosníku ITS S6. Tato práce byla tímto výstupem dokončena. Instalace HD kamery. |
| 231. | Expedice 63 EVA 4 | Christopher Cassidy Bob Behnken    | 21. července 2020 11:12  | 21. července 2020 16:41  | 5 hodin, 29 minut | Instalace úložné jednotky (RiTS), která obsahuje dva lokátory (RELL), které může použít manipulátor Canadarm2 k detekci úniku amoniaku. Odstranění H struktur - dvou zvedacích zařízení ze solárních panelů, která byla použita při zpracovaní před startem. Příprava modulu Tranquility na instalaci přechodové komory Bishop od společnosti Nanoracks, která bude používaná na přesun experimentů na vnějšek stanice a k vypouštění cubesatů. Vedení ethernetových kabelů. Odstranění krytu filtru z kamery. |
|      |                   |                                    |                          |                          |                   | |
| 232. | Expedice 64 EVA 1 | Sergej Ryžikov Sergej Kuď-Sverčkov | 18. listopadu 2020 15:12 | 18. listopadu 2020 22:00 | 6 hodin, 48 minut | Inspekce těstnosti přechodové komory modulu Poisk. Přemístění antény z modulu Pirs na modul Poisk. Vyčištění oken na modulu Zvezda. Výměna senzorů na modulu Poisk. Sebrání zařízení pro monitorování impaktů kosmické tříště. |

## 2021
|      | Mise              | Kosmonauti                       | Začátek (UTC)          | Konec (UTC)            | Trvání            | Poznámky |
| ---- | ----------------- | -------------------------------- | ---------------------- | ---------------------- | ----------------- | --- |
| 233. | Expedice 64 EVA 2 | Michael Hopkins Victor Glover    | 26. ledna 2021 11:28   | 26. ledna 2021 18:24   | 6 hodin, 56 minut | Vedení a připojení kabelů pro plošinu na experimenty Bartolomeo na modulu Columbus a instalace antény pro komunikaci v pásmu Ka, také na modulu Columbus. Demontáž dvou H struktur ze solárních panelů na ITS-P6.                                       |
| 234. | Expedice 64 EVA 3 | Michael Hopkins Victor Glover    | 1. února 2021 12:56    | 1. února 2021 18:16    | 5 hodin, 20 minut | Výměna poškozené Lithium-iontové baterie na nosníku ITS-P4. Demontáž H struktur z nosníku ITS-P4. Výměna kamer na nosníku ITS. Instalace nové HD kamery na modul Destiny. Výměna součástek kamerového systému robotického ramene JEMRMS na modulu Kibó. |
| 235. | Expedice 64 EVA 4 | Kathleen Rubinsová Victor Glover | 28. února 2021 11:12   | 28. února 2021 18:16   | 7 hodin, 4 minuty | Instalace modifikační sady 2B jako příprava na instalaci nových solárních panelů, na které ale nedotáhli šrouby. Začali také práci na sadě 4B, kterou ale nedodělali.                                                                                   |
| 236. | Expedice 64 EVA 5 | Kathleen Rubinsová Sóiči Noguči  | 5. března 2021 11:37   | 5. března 2021 18:33   | 6 hodin, 56 minut | Dokončili instalaci sady 4B. |
| 237. | Expedice 64 EVA 6 | Micheal Hopkins Victor Glover    | 13. března 2021 13:14  | 13. března 2021 20:01  | 6 hodin, 47 minut | Odvzdušení propojky amoniaku na ITS-P6. Instalace antény WETA na modulu Unity. Instalace kamery na ITS. Instalace výztuhy na modul Quest. Aktivace plošiny Bartolomeo.                                                                                  |
|      |                   |                                  |                        |                        |                   | |
| 238. | Expedice 65 EVA 1 | Oleg Novickij Pjotr Dubrov       | 2. června 2021 05:53   | 2. června 2021 13:12   | 7 hodin, 19 minut | Druhý výstup kvůli odpojení modulu Pirs. Instalace ventilu na Zarju. Odstranění dokovacích antén na Pirsu, odstranění klíčů, přenesení experimentů a robotické paže Strela na modul Poisk. Vyčištění oken v ruském segmentu.                            |
| 239. | Expedice 65 EVA 2 | Robert Kimbrough Thomas Pesquet  | 16. června 2021 12:11  | 16. června 2021 19:26  | 7 hodin, 15 minut | První ze série výstupů k instalaci nových solárních panelů iROSA na ITS-P6. |
| 240. | Expedice 65 EVA 3 | Robert Kimbrough Thomas Pesquet  | 20. června 2021 11:42  | 20. června 2021 18:10  | 6 hodin, 28 minut | Druhý ze série výstupů k instalaci nových solárních panelů iROSA na ITS-P6. |
| 241. | Expedice 65 EVA 4 | Robert Kimbrough Thomas Pesquet  | 25. června 2021 11:52  | 25. června 2021 18:37  | 6 hodin, 45 minut | Třetí a poslední z výstupů k instalaci prvního páru nových solárních panelů iROSA na ITS-P6. |
| 242. | Expedice 65 EVA 5 | Oleg Novickij Pjotr Dubrov       | 3. září 2021 14:41     | 3. září 2021 22:35     | 7 hodin, 54 minut | Propojení elektrické a informační sítě stanice a nového modulu Nauka, instalace zábradlí |
| 243. | Expedice 65 EVA 6 | Oleg Novickij Pjotr Dubrov       | 9. září 2021 14:51     | 9. září 2021 22:16     | 7 hodin, 25 minut | Další práce na integraci modulu Nauka se stanicí včetně propojení televizního systému a systému setkávání. |
| 244. | Expedice 65 EVA 7 | Akihiko Hošide Thomas Pesquet    | 12. září 2021 14:15    | 12. září 2021 21:09    | 6 hodin, 54 minut | Instalace konzole pro budoucí umístění a roztažení 3. panelu iROSA na ITS-P4 (část P4 příhradové konstrukce). |
|      |                   |                                  |                        |                        |                   | |
| 245. | Expedice 66 EVA 1 | Thomas Marshburn Kayla Barronová | 2. prosince 2021 11:15 | 2. prosince 2021 17:47 | 6 hodin, 32 minut | Výměna antény SASA pro přenos radiového signálu v pásmu S. |

## 2022
|      | Mise              | Kosmonauti                              | Začátek (UTC)            | Konec (UTC)              | Trvání             | Poznámky |
| ---- | ----------------- | --------------------------------------- | ------------------------ | ------------------------ | ------------------ | --- |
| 246. | Expedice 66 EVA 2 | Anton Škaplerov Pjotr Dubrov            | 19. ledna 2022 12:17     | 19. ledna 2022 19:28     | 7 hodin, 11 minut  | Propojení nových modulů Pričal a Nauka napájecími i datovými kabely, montáž zábradlí, antén pro setkání a dokovacích terčů.                         |
| 247. | Expedice 66 EVA 3 | Kayla Barronová Raja Chari              | 15. března 2022 12:12    | 15. března 2022 19:06    | 6 hodin, 54 minut  | Instalace konzole pro budoucí umístění a roztažení 4. panelu iROSA na ITS-S4 (část S4 příhradové konstrukce).                                       |
| 248. | Expedice 66 EVA 4 | Raja Chari Matthias Maurer              | 23. března 2022 12:32    | 23. března 2022 19:26    | 6 hodin, 54 minut  | Instalace hadic chladicího systému, připojení kabelů na vědeckou plošinu Bartolomeo modulu Columbus, výměna externí kamery.                         |
|      |                   |                                         |                          |                          |                    | |
| 249. | Expedice 67 EVA 1 | Oleg Artěmjev Denis Matvějev            | 18. dubna 2022 15:00     | 18. dubna 2022 21:37     | 6 hodin, 37 minut  | První etapa prací pro instalaci a zprovoznění Evropské robotické ruky ERA na vnějším povrchu laboratorního modulu Nauka.                            |
| 250. | Expedice 67 EVA 2 | Oleg Artěmjev Denis Matvějev            | 28. dubna 2022 14:58     | 28. dubna 2022 22:40     | 7 hodin, 42 minut  | Druhá etapa prací pro instalaci a zprovoznění Evropské robotické ruky ERA na vnějším povrchu laboratorního modulu Nauka.                            |
| 251. | Expedice 67 EVA 3 | Oleg Artěmjev Samantha Cristoforettiová | 21. července 2022 14:50  | 28. dubna 2022 21:55     | 7 hodin, 5 minut   | Třetí etapa prací pro instalaci a zprovoznění Evropské robotické ruky ERA, vypuštění 10 cubesatů.                                                   |
| 252. | Expedice 67 EVA 4 | Oleg Artěmjev Denis Matvějev            | 17. srpna 2022 13:53     | 17. srpna 2022 17:54     | 4 hodiny, 1 minuta | Čtvrtá etapa prací pro instalaci a zprovoznění ERA. Výstup ukončen předčasně kvůli nestandardním stavům nabití baterie Artěmjevova skafandru Orlan. |
| 253. | Expedice 67 EVA 5 | Oleg Artěmjev Denis Matvějev            | 2. září 2022 13:25       | 2. září 2022 21:12       | 7 hodin, 47 minut  | Poslední etapa instalace a zprovoznění ERA. |
|      |                   |                                         |                          |                          |                    | |
| 254. | Expedice 68 EVA 1 | Josh Cassada Francisco Rubio            | 15. listopadu 2022 14:14 | 15. listopadu 2022 21:25 | 7 hodin, 11 minut  | Příprava na instalaci nových panelů iROSA |
| 255. | Expedice 68 EVA 2 | Sergej Prokopjev Dmitrij Petělin        | 17. listopadu 2022 14:39 | 17. listopadu 2022 21:07 | 6 hodin, 28 minut  | Příprava na instalaci radiátoru na modul Nauka. |
| 256  | Expedice 68 EVA 3 | Josh Cassada Francisco Rubio            | 3. prosince 2022 12:16   | 3. prosince 2022 19:21   | 7 hodin, 5 minut   | Instalace prvního ze dvou nových solárních polí iROSA                                                                                               |
| 257  | Expedice 68 EVA 4 | Francisco Rubio Josh Cassada            | 22. prosince 2022 13:19  | 22. prosince 2022 20:27  | 7 hodin, 8 minut   | Instalace druhého ze dvou nových solárních polí iROSA                                                                                               |

## 2023
|      | Mise              | Kosmonauti                        | Začátek (UTC)           | Konec (UTC)             | Trvání            | Poznámky |
| ---- | ----------------- | --------------------------------- | ----------------------- | ----------------------- | ----------------- | --- |
| 258. | Expedice 68 EVA 5 | Kóiči Wakata Nicole Mannová       | 20. ledna 2023 13:14    | 20. ledna 2023 20:35    | 7 hodin, 21 minut | Příprava na instalaci pátého a šestého solárního pole iROSA                                                               |
| 259. | Expedice 68 EVA 6 | Nicole Mannová Kóiči Wakata       | 2. února 2023 12:45     | 2. února 2023 19:26     | 6 hodin, 41 minut | Poslední část přípravy na instalaci pátého a šestého solárního pole iROSA                                                 |
|      |                   |                                   |                         |                         |                   | |
| 260. | Expedice 69 EVA 1 | Sergej Prokopjev Dmitrij Petělin  | 19. dubna 2023 01:40    | 19. dubna 2023 09:35    | 7 hodin, 55 minut | Přesun radiátoru z modulu Rassvet na modul Nauka.                                                                         |
| 261. | Expedice 69 EVA 2 | Stephen Bowen Sultán al-Nejádí    | 28. dubna 2023 13:11    | 28. dubna 2023 20:12    | 7 hodin, 1 minuta | Přípravy na instalaci pátého a šestého solárního pole iROSA                                                               |
| 262. | Expedice 69 EVA 3 | Sergej Prokopjev Dmitrij Petělin  | 3. května 2023 20:00    | 4. května 2023 03:11    | 7 hodin, 11 minut | Přesun nákladní přechodové komory z modulu Rassvet a její instalace na modul Nauka.                                       |
| 263. | Expedice 69 EVA 4 | Sergej Prokopjev Dmitrij Petělin  | 12. května 2023 15:47   | 12. května 2023 21:01   | 5 hodin, 14 minut | Rozložení radiátoru, připojení k elektrickým, mechanickým a hydraulickým rozvodům, naplnění radiátoru chladicí kapalinou. |
| 264. | Expedice 69 EVA 5 | Stephen Bowen Warren Hoburg       | 9. června 2023 13:25    | 9. června 2023 19:28    | 6 hodin, 3 minuty | Instalace pátého solárního pole iROSA.                                                                                    |
| 265. | Expedice 69 EVA 6 | Warren Hoburg Stephen Bowen       | 15. června 2023 12:42   | 15. června 2023 18:17   | 5 hodin, 35 minut | Instalace šestého solárního pole iROSA.                                                                                   |
| 266. | Expedice 69 EVA 7 | Sergej Prokopjev Dmitrij Petělin  | 22. června 2023 14:24   | 22. června 2023 20:48   | 6 hodin, 24 minut | Vyzvednutí experimentů z povrchu modulů Zvezda a Poisk a instalace komunikačního zařízení.                                |
| 267. | Expedice 69 EVA 8 | Sergej Prokopjev Dmitrij Petělin  | 9. srpna 2023 14:44     | 9. srpna 2023 21:19     | 6 hodin, 35 minut | Instalace štítů proti kosmickému smetí a testování pracovní plošiny robotického ramene ERA.                               |
|      |                   |                                   |                         |                         |                   | |
| 268. | Expedice 70 EVA 1 | Oleg Kononěnko Nikolaj Čub        | 25. října 2023 17:49    | 26. října 2023 01:30    | 7 hodin, 41 minut | Inspekce radiátoru na modulu Nauka, instalace radarového komunikačního systému, vypuštění nanosatelitu.                   |
| 269. | Expedice 70 EVA 2 | Jasmin Moghbeliová Loral O'Harová | 1. listopadu 2023 12:05 | 1. listopadu 2023 18:47 | 6 hodin, 42 minut | Výměna ložisek na kloubu solárních polí, přípravné práce na další solární panely.                                         |

## 2024
|      | Mise              | Kosmonauti                                 | Začátek (UTC)            | Konec (UTC)              | Trvání             | Poznámky |
| ---- | ----------------- | ------------------------------------------ | ------------------------ | ------------------------ | ------------------ | --- |
|      |                   |                                            |                          |                          |                    | |
| 270. | Expedice 71 EVA 1 | Oleg Kononěnko Nikolaj Čub                 | 25. dubna 2024 14:57     | 25. dubna 2024 19:33     | 4 hodiny, 33 minut | Dokončení instalace radarového komunikačního systému, umístění a sejmutí experimentů z povrchu stanice.                                                                               |
| 271. | Expedice 71 EVA 2 | Tracy Caldwellová Dysonová Michael Barratt | 24. června 2024, 12:46   | 24. června 2024, 13:17   | 31 minut           | Výstup kvůli sběru vzorky mikroorganismů na povrchu stanice a odstranění vadného hardwaru skončil po úniku chladicí kapaliny z jednoho ze skafandrů před opuštěním přechodové komory. |
|      |                   |                                            |                          |                          |                    | |
| 272. | Expedice 72 EVA 1 | Alexej Ovčinin Ivan Vagner                 | 19. prosince 2024, 16:36 | 19. prosince 2024, 22:53 | 7 hodin, 17 minut  | Instalace rentgenového spektrometru pro periodické pozorování 84 procent nebeské sféry a další činnosti.                                                                              |

## 2025
|      | Mise              | Kosmonauti                       | Začátek (UTC)        | Konec (UTC)          | Trvání            | Poznámky |
| ---- | ----------------- | -------------------------------- | -------------------- | -------------------- | ----------------- | --- |
| 273. | Expedice 72 EVA 2 | Nick Hague Sunita Williamsová    | 16. ledna 2025 13:01 | 16. ledna 2025 19:01 | 6 hodin, 0 minut  | Výměna sestavy gyroskopu, instalace záplat na poškození světelných filtrů teleskopu NICER a další údržbové práce.                                 |
| 274. | Expedice 72 EVA 3 | Sunita Williamsová Barry Wilmore | 30. ledna 2025 12:43 | 30. ledna 2025 18:09 | 5 hodin, 26 minut | Odstranění sestavy radiofrekvenční skupinové antény z příhradové konstrukce stanice a odebrání vzorků povrchového materiálu k mikrobiální analýze |
|      |                   |                                  |                      |                      |                   | |
| 275. | Expedice 73 EVA 1 | Anne McClainová Nichole Ayersová | 1. května 2025 13:05 | 1. května 2025 18:49 | 5 hodin, 44 minut | Přemístění komunikační antény, přípravné práce před montáží solárního panelu iROSA.                                                               |